# تشارلز داروين
تشارلز روبرت داروين (بالإنجليزية: Charles Robert Darwin)‏ عالِم تاريخ طَبيعي وأحيائي وجيولوجي بريطاني، ولد في إنجلترا في 12 فبراير 1809 في شروزبري لعائلة إنجليزية عَلمية وتوفيَ في 19 أبريل 1882. والدهُ هوَ الدكتور روبرت وارنج داروين، وكان جَدُه «إراسموس داروين» عالماً ومؤلفاً بدوره. اكتَسبَ داروين شهرته كمؤسس لنظرية التَطور والتي تَنص على أن كل الكائنات الحَية على مر الزمان تَنحَدِر من أسلاف مُشتركة، وقام باقتراح نَظرية تَتَضَمن أن هذه الأنماط المتفرعةَ من عَملية التَطور ناتِجةَ لعَملية وَصفها بالاصطَاء (الانتخاب) الطَبيعِي، وكَذلك الصراع من أجل البقاء لهُ نفس تأثير الاختيار الصناعي المُساهم في التكاثر الانتقائي للكائنات الحية.
ومن خلال ملاحظاته للأحياء قام داروين بدراسة التحول في الكائنات الحية عن طريق الطفرات وطوّر نظريته الشهيرة في الانتخاب الطبيعي عام 1838 م. ومع إدراكه لردّة الفعل التي يمكن أن تحدثها هذه النظرية، لم يُصرّح داروين بنظريته في البداية إلا لأصدقائه المقربين في حين تابع أبحاثه ليحضّر نفسه للإجابة على الاعتراضات التي كان يتوقعها على نظريته، إن اقتراحه بأن جميع أنواع الحياة قد انحدرت من سلف مشترك مقبول الآن بشكل عام ويعتبر مفهومًا أساسيًا في العلم. وفي عام 1858 م بلغ داروين أن هنالك رجل آخر، وهو ألفريد رسل ووليس، يعمل على نظرية مشابهة لنظريته مما أجبر داروين على نشر نتائج بحثه.
يعد داروين من أشهر علماء علم الأحياء. ألَّف عدة كتب فيما يخص هذا الميدان لكن نظريته الشهيرة واجهت انتقادًا كبيرًا وخصوصاً من طرف رجال الدين في جميع أنحاء العالم، داروين نفسه ظل حائراً في ما عُرف بما سماه الحلقة المفقودة، التي تتوسط الانتقال من طبيعة القردة للإنسان الحديث. في عام 1859 م، قام داروين بنشر نظرية التطور في كتاب (أصل الأنواع) متغلباً على الرفض الذي تلقاه مسبقاً من المجتمع العلمي على نظرية تحول المخلوقات. في 1870 م تقبل المجتمع العلمي والمجتمع عامة نظرية التطور كحقيقة.مع ذلك كان الكثير يفضلون التفسيرات الأخرى، واستمر ذلك حتى نشوء التوليفة التطويرية الحديثة، (1930 م - 1950 م) حيث أصبح هناك قبول واسع على أن الاستمرار الطبيعي كان المحرك الأساسي للتطور. وبصياغة أخرى فإن اكتشاف داروين العلمي هو نظرية موحدة لكل علوم الأحياء وموضحة للتنوع فيها.
قاده اهتمامه المبكر بالطبيعة إلى إهمال تعليمه الطبي في جامعة أدنبرة؛ فبدلاً من دراسة الطب قام بالمساعدة بالدراسات التي تجريها جامعة كامبريدج بالتحقيق عن اللافقاريات البحرية. وهذا عزز حبه للعلوم الطبيعية وجعلته رحلته على «سفينة بيجل التابعة للملكية البريطانية» ذات الخمس سنوات عالما جيولوجيا بارزا حيث دعمت ملاحظاته ونظرياته أفكار العالم تشارليز ليل وكذلك نشره لمذكرات رحلته جعل منه كاتباً مشهوراً. كان مأخوذاً بالتوزيع الجغرافي للحياة البرية والأحافير التي جمعها أثناء رحلته. وفي عام 1838 م، بدأ داروين بتحقيقات دقيقة رسخت نظريته في الانتقاء الطبيعي. وعلى الرغم من مناقشة أفكاره مع العديد من علماء الطبيعة، إلا أنه احتاج إلى مزيد من الوقت ليقوم ببحث مستفيض، وكان لعمله الجيولوجي الأولوية.
في عام 1859 م، عندما كان يكتب نظريته قام العالم ألفرد راسل والاس بإرسال مقالاً إليه شارحاً به نفس الفكرة مما دفعهم لنشر منشور مشترك يضم كلا النظريتين نظرية داروين عن أصل التطور قامت بالشرح والتفسير العلمي للتنوع في الطبيعة. في عام 1871 م، دَرسَ تطور الإنسان والانتقاء الجنسي في كتاب (علاقة أصل الإنسان والاختيار بالجنس)، يتبعه بـ (التعبير عن العواطف عند الإنسان والحيوان). وقد نشرت أبحاثه عن النباتات في سلسلة من الكتب، وفي كتابه الأخير، قام بفحص ديدان الأرض وتأثيرها على التربة. وتقديراً لتفوقه كعالم كُرِّم داروين بجنازة رسمية و دُفِنَ في كنيسة وستمنستر بالقرب من جون هرشل وإسحاق نيوتن وقد وصف داروين كواحد من أكثر الشخصيات المؤثرة في العالم.

## حياته

### طفولته وتعليمه

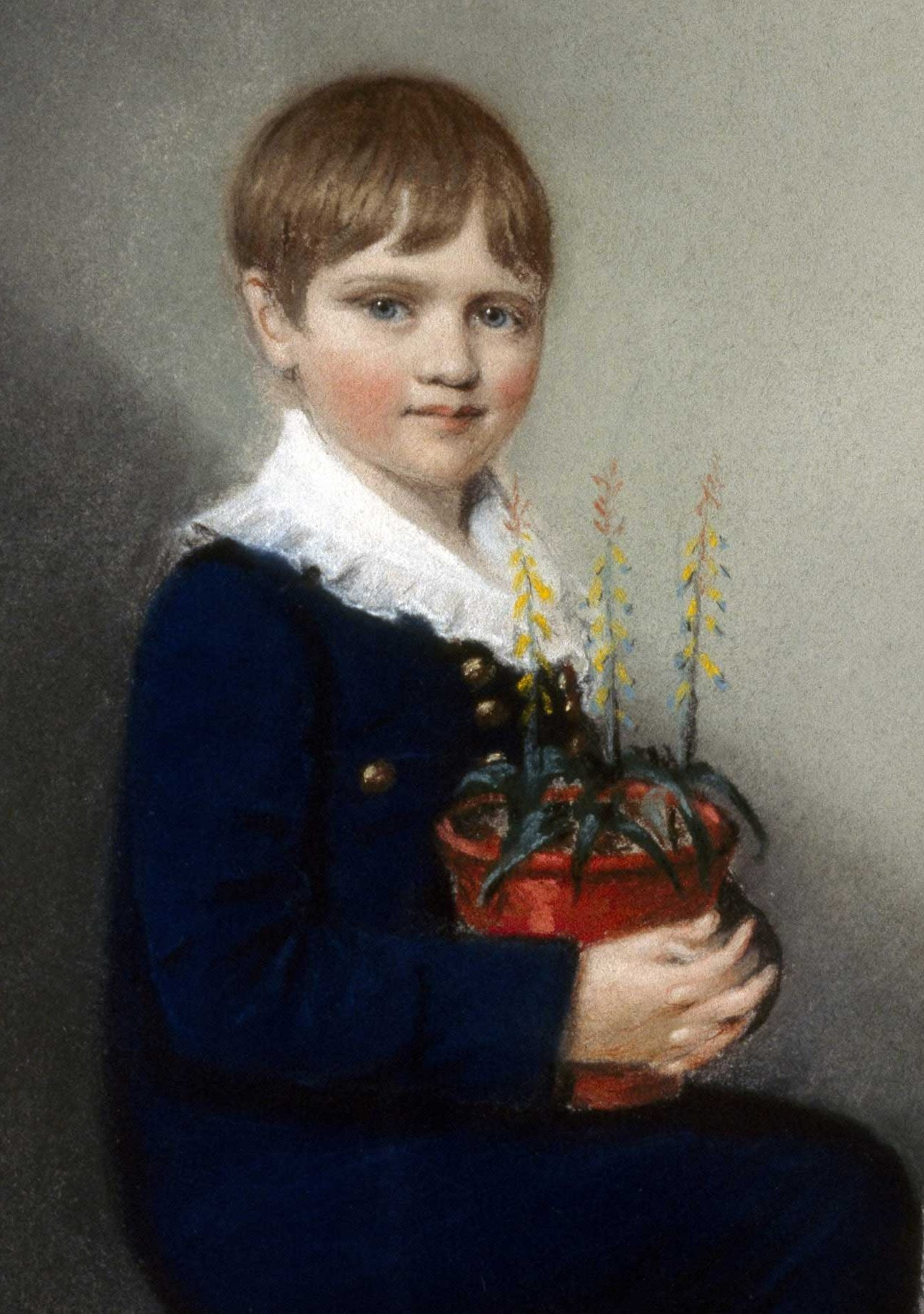
تشارلز داروين في سن السابعة من العمر في عام 1816

وُلد تشارلز روبرت داروين في مدينة شروسبري في مقاطعة شروبشاير بإنجلترا في الثاني عشر من فبراير عام 1809 في منزل عائلته، ذا ماونت. كان الخامس من بين ستة أطفال؛ والدهم روبرت داروين، طبيب وخبير مالي ينتمي لمجتمع غني، ووالدتهم سوزانا داروين. كان داروين حفيداً لإراسموس داروين من جهة أبيه ولـ يوشيا ويدقود، من جهة أمه. كِلا الأسرتين كانتا من طائفة الأسر التوحيدية (وهو مذهب مسيحي يعتقد بوحدانية الله ويرفض التثليث) بالرغم من أن أسرة ويدقود كانت تنتمي للكنيسة الأنجليزية. قام روبرت داروين، وهو مفكر حر، بتعميد الطفل تشارلز في كنيسة سانت تشاد الأنجليزية بشروسبري في نوفمبر تشرين الثاني عام 1809، لكن تشالرز وإخوته انضموا مع أمهم إلى الكنيسة التوحيدية. كان لدى تشارلز - ابن الثماني سنوات - ميلاً نحو التاريخ الطبيعي والتحصيل عندما انضم عام 1817 إلى المدرسة النهارية التي يديرها الواعظ. توفيت أمه في يوليو من ذلك العام. وفي سبتمبر عام 1818 انضم هو وأخوه الأكبر إيراسموس إلى مدرسة شريوزبري الأنجليزية كتلميذ داخلي.
قضى داروين صيف عام 1825 كطبيب متدرب، حيث كان يساعد أباه في علاج فقراء مقاطعة شروبشاير وكان ذلك قبل ذهابه إلى كلية الطب بجامعة أدنبرة مع شقيقه إيراسموس في أكتوبر عام 1825. وجد داروين المحاضرات مملة والجراحة مقلقة، فتجاهل دراسته. وتعلم التحنيط من جون إدمونستون، وهو رجل اكتسب حريته حديثا بعد أن كان مستعبدا كان قد رافق تشارلز واترتون في الغابات المطيرة في أمريكا الجنوبية، وكان غالباً ما يجلس مع «هذا الرجل الذكي واللطيف جداً».
انضم في سنته الثانية إلى جمعية بلينيان وهي نادي للطلاب المهتمين بالتاريخ الطبيعي، الذين انحرفت نقاشاتهم نحو المادية المتطرفة. قدم داروين المساعدة لروبرت إدموند غرانت في أبحاثه عن تشريح ودورة حياة اللافقاريات البحرية في خور فورث. وفي السابع والعشرين من مارس عام 1827 قدّم اكتشافه الخاص في جمعية بلينيان بأن الأبواغ السوداء التي وُجدت في المحارة كانت بيض لسمك الورنك. في يومِ ما، امتدح غرانت أفكار لامارك عن النشوء، فاجأ ذلك داروين لكنه كان قد قرأ مؤخراً أفكار مشابهة لجده إيراسموس فظل غير مكترث.
كان فصل التاريخ الطبيعي لروبرت جيمسون يُشعر داروين بالملل، والتي كانت محاضراته تغطي الجيولوجيا بالإضافة إلى مناقشة بين النبتونية والبلوتونية. تعلم تصنيف النباتات وساعد في العمل على تشكيلات متحف الجامعة، واحدٌ من أكبر المتاحف في أوروبا في ذلك الوقت. إن إهماله للدراسات الطبية جعل والده ينزعج مما حدا به إلى إرساله إلى كلية المسيح بكامبردج للحصول على بكالوريوس الفنون كخطوة أولية ليصبح رجل دين بالكنسية الانجيلية. كان داروين غير مؤهل للحصول على درجة التريبوز ولذلك التحق بالبرنامج الدراسي الاعتيادي في يناير 1828.
لقد فضل داروين ركوب الخيل والرماية بدلاً من الدراسة. حفزه ابن عمه وليام داروين فوكس على جمع الخنافس وفعلاً كان داروين يستمتع بذلك ونشرت له بعض الرسومات التوضيحية في دورية ستيفن للحشرات البريطانية. أصبح داروين صديقاً مقرباً من أستاذ علم النباتات جون ستيفنز هنسلو وتعرف أيضا على آخرين من المهتمين بالطبيعة والذين كانو ينظرون للعلم من زاوية دينية بحتة. أصبح داروين فيما بعد معروفاً بـ «الرجل الذي يمشى مع هنسلو». وعند اقتراب الامتحانات كان داروين شديد التركيز في الاستذكار ومبدياً إعجابه باللغة والحجج القوية لوليام بالي في (البرهان على المسيحية). وفي نهاية يناير من عام 1831 حصل داروين على المركز العاشر من بين 178 كانوا مترشحين للحصول على الدرجة العادية من الجامعة.
كان على داروين أن يواصل في الجامعة حتى شهر يونيو. لقد تمكن من دراسة نظرية بالي الطبيعية المستمدة من الدين والتي كانت بمثابة دليل على دور الإله في الطبيعة مع شروحات تصف كيفية حركة الطبيعة وقوانينها من خلال القوة الإلهية. قرأ داروين كتاب جون هرشل الجديد آنذاك، الذي وصف الغاية المُثلى من فلسفة الطبيعة من خلال الاستدلال المبني على عنصر الملاحظة، وكذلك قرأ السيرة الشخصية لـ الكسندر فون همبلد التي كتب فيها عن رحلاته العلمية. استوحى داروين من كتاب «الحماس الحارق» فكرة لعمل زيارة إلى تنريفي مع بعض زملائه في الدراسة بعد التخرج وذلك من أجل دراسة التاريخ الطبيعي في المناطق المدارية. ولأجل الإعداد للأمر التحق داروين بمقرر الجيولوجيا لآدم سيجويك ثم سافر معه لمدة أسبوعين وذلك لعمل مخطط للطبقات الصخرية في ويلز.

### رحلة البيجل

رحلة البيجل (1831-1836)

بعد أسبوع من مكوثه في بورنموث مع أحد أصدقاء الدراسة، عاد داروين إلى منزله في يوم 29 من شهر أغسطس ليعُثر على رسالة من هنسلو تعتبرُه رجُل الطبيعة الأمثل، الذي سيحصُل على رحلة مُمَوّلة على متن سفينة البيجل بقيادة القُبطان روبرت فيتزروي، الذي سيكون أكثر من مجرد رفيق رحلة. وقد كانت السفينة في رحلة مُدتها أربعة أسابيع لاستكشاف ورسم الخط الساحلي لأمريكا الجنوبية. اعترض روبرت داروين على رحلة ابنه البحرية والمُقررة لعامين، معتبراً أنها مَضيعةً للوقت، ولكن صِهره يوشيا ويدجود أقنعه بضرورة مشاركة ابنه.
وبعد عدة تأجيلات، بدأت الرحلة البحرية في 27 ديسمبر من عام 1831، واستمرت ما يقارب الخمس سنوات. وكما كانت خُطة الكابتن فيتزروي، فقد قضى داروين مُعظم وقته آنذاك على اليابسة في المسح الجيولوجي ودراسة التاريخ الطبيعي للأنواع وكذلك رسم السواحل. لقد احتفظ داروين بما جمعه من ملاحظات بحذر وكذلك بما وضعه من أُطروحات ونظريات، وما بين فترة وأخرى كان يُرسل عيِّناته إلى جامعة كامبردج مع نسخة من دوريته العلمية إلى أسرته. لقد كان لداروين بعضُ الخبرة في الجيولوجيا، وجمع وتشريح اللافقاريات، وأما في المجالات الأخرى فقد كان مُبتدئاً ويستعين بالخبراء. على الرغم مما كانوا يعانونه طِوال رحلتهم البحرية من دُوار البحر، فلم يمنع ذلك داروين من الكِتابة والتأليف بغزارة بينما هو على متن السفينة. مُعظم ملاحظاته وكتاباته في علم الحيوان كانت حول اللافقاريات البحرية، والتي تبدأ من العوالق البحرية التي يجمعها عندما تهدأ الأمواج.
في أول توقف لهم على شاطئ سانتيقو في الرأس الأخضر وجد داروين حزمة بيضاء متواجدة في سفوح الجبال البركانية ومن ضمنها أصداف بحرية. وقد أعطاه فيتزروي النسخة الأولى من (نظريات الجيولوجيا) لـتشارلز لايل والتي شكَّلت مفاهيم ارتفاع سطح الأرض أو هبوطه على فترات متباعدة. ولقد رأى داروين الأمور من وجهة نظر لايل مفكراً ومحللاً ليكتب كتاباً عن الجيولوجيا. وفي البرازيل سُرَّ داروين من رؤية الغابات الاستوائية  ولكن ساءه رؤية مناظر العبودية وتجادل مع فيتزروي في هذه القضية.
وأمَّا في بيونتا ألتا في بتاغونيا فقد وجد أحافير عظمية لثدييات ضخمة منقرضة في أحد المنحدرات، بجانب أصداف بحرية حديثة، والتي تشير إلى الانقراض وعدم وجود علامات لكارثة أو تغيُّر في الطقس. أيضاً تعرَّف على ما يُدعى بـ (مجاثيريم) الصغير عبر رؤية أسنانه والتصاقه بدرع عظمي والذي بدأ له لأول وهلة كنسخة عملاقة من حيوان المدرع المحلي. وقد أدَّى ذلك الكشف إلى إحداث جلبة واهتمام عند عودته إلى إنجلترا.
في رحلاته مع الغاوتشو لاستكشاف الجيولوجيا وتجميع المزيد من الأحافير والتي أكسبته رؤية سياسية، اجتماعية وإنثروبولوجية لكلٍ من السكان الأصليين والاستعماريين في وقت الثورة، وعلِم أن هناك نوعين من طيور الريا المُختلفة والمتداخلة في الشكل. وكُلمَّا اتجه إلى الجنوب أكثر، رأى مجموعة من الأخشاب والأصداف البحرية كشواطئ مرتفعة وكأنها سلسلة من المرتفعات. وقام بقراءة النسخة الثانية لـ لايل وتقبَّل وجهة نظره حول (مركز الخلق الإلهي) للكائنات، ولكن اكتشافاته ونظرياته تحدَّت أفكار لايل باستمرار، بخصوص انقراض الكائنات.

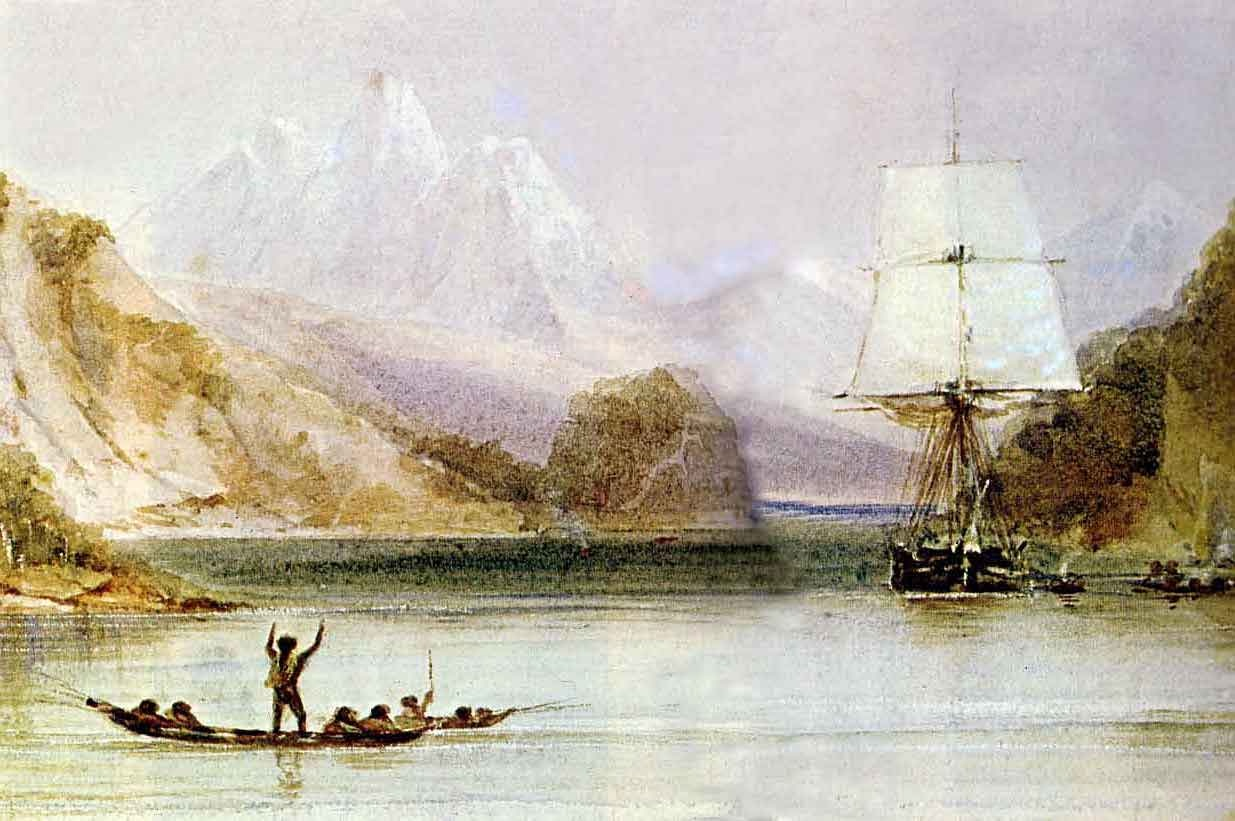
أثناء مسح سفينة بيغل لسواحل أمريكا الجنوبية ، وضع داروين نظرية حول الجيولوجيا وانقراض الثدييات العملاقة. لوحة مائية بواسطة فنان السفينة كونراد مارتنز في تييرا ديل فويغو.

كان ثلاثة من الفوجيون (السكان الأصليين في تييرا ديل فيوغو بأمريكا الجنوبية) على متن السفينة والذي تم الاستيلاء عليهم في رحلة البيغل الأولى، وقضوا سنة كاملة في إنجلترا، وقد تمَّ إعادتهم إلى تييرا ديل فيوغو كمُبشّرين. وجدهم داروين متحضرين وودودين، ولكن يبدو على أقربائهم «البؤس والتدهور» وهذا الاختلاف هو كالاختلاف بين الحيوانات البرية والمنزلية. بالنسبة لداروين هذه الاختلافات أظهرت فرقاً في التقدُّم الحضاري وبعيداً عن الدونية العنصرية. وعلى عكس زملائه العُلماء يعتقد الآن أنَّه «لا يوجد فجوة يمكن ردمها بين الإنسان والحيوان» بعد سنة من ذلك تمَّ وقف الرحلة. وكان أحد الفوجيون والذين أطلقوا عليه اسم جيمي بيوتن، قد عاش كأي مواطن وتزوج، ولم يكن لديه رغبة بالعودة إلى إنجلترا.
عاصر داروين زلزالاً في تشيلي، ورأى علامات ومن ضِمنها بأن الأرض قد ارتفعت، وبلح البحر محصور في المد العالي. وعالياً في جبال الأنديز، شاهد أصداف بحرية وجذور شجرية نمت في شاطئ رملي. ووضع نظرية تقول: بينما الأرض ترتفع، والجزر المحيطية تغرق، تنمو الشُعب المَرجانية لتشكِّل جَزراً.
في جزر غالاباغوس بحث داروين عن دليل يربط الحياة البرية بـ (مركز الخلق)، ووجد أنَّ الطيور المحاكية في تشيلي تختلف من جزيرة لأُخرى. وقد سمِع أنَّ هُناك اختلافاً بين أشكال صدف السلاحف، وهي تظهر من أي جزيرة أتت، ولكنَّهُ عَجز عن جمعها، حتى بعد أكلهِ للسلاحف المأخوذة على متن الرحلة كغذاء. أمَّا في أستراليا، فقد بدا حيوان الكنغر ذو الجراب، ومنقار البط، غير عاديين لداروين والذي اعتقد بأنَّ هُناك خالق آخر لهما. كما وجد أنَّ السُكان الأصليين لأستراليا هم شعبٌ لطيف وذوي حسٍ فُكاهي، كما لاحظ أنَّهم بدئوا في الاندثار نتيجة النزوح الأوروبي.
قامت سفينة البيجل بالبحث والتنقيب عن أصل تكوين الجزر المرجانية المسماة بالكوكوس، مما دعَّم نظرية داروين. وخلال ذلك عمل فيتزروي على البدء في كتابة المُذكرات الوثائقية لرحلات سفينة البيجل، وبعد قراءته لمذكرات داروين طلب منه أن يُدرجها في هذا العمل الوثائقي. ولكن في نهاية المطاف تم إعادة كتابة مُشاهدات داروين في عدد ثالث من مجلة التاريخ الطبيعي.

وفي العاصمة كيب تاون قابل داروين وفيتزروي شخصاً يُدعى جون هيرشيل، والذي كَتب مُؤخراً إلى لييل، مُشيداً بفتحه المجال للتكهُنات الجريئة لأسرار الأسرار، وعملية استبدال الكائنات المنقرضة بأنواع أخرى والذي يتناقض مع قوانين الطبيعة. بدأ داروين خلال العودة إلى الوطن في تنظيم ملاحظاته ومشاهداته، وكتب قائلاً: إذا ماكانت شكوكي المتزايدة حول الطيور المحاكية، والسلاحف، وثعلب جزر فوكلاند صحيحة فإنَّ هذه الحقائق سوف تُقوض نظرية استقرار الأنواع. ويُلاحظ أنَّه بحذر شديد استخدم كلمة سوف، قبل كلمة تُقوض بعد ذلك كتب (إنَّ من شأن هذه الحقائق أن تُلقي بعض الضوء على أصل الأنواع).

عينات جمعها دارون أثناء رحلته على سفينة البيجل.
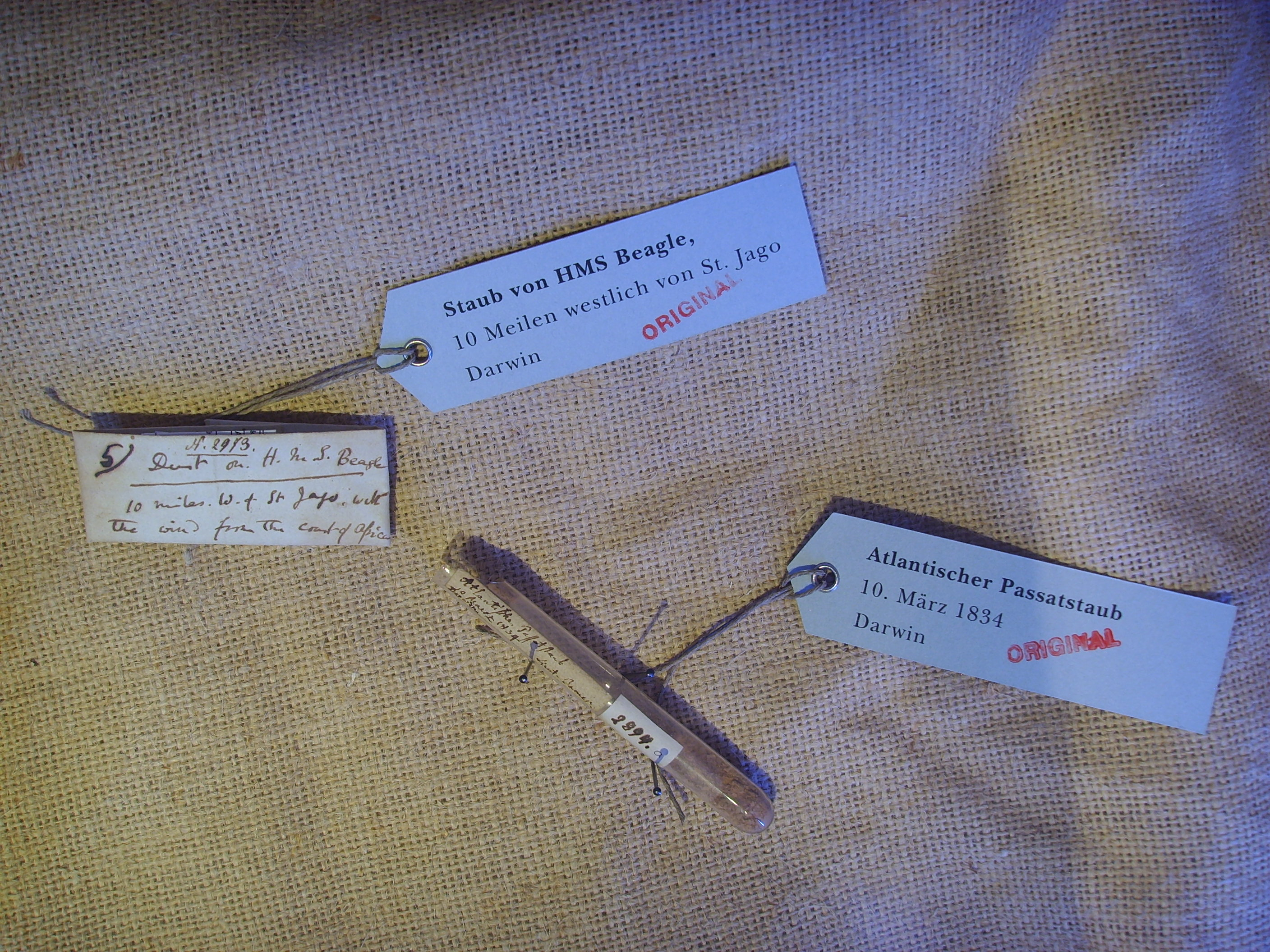
غبار من السفينة بيجل
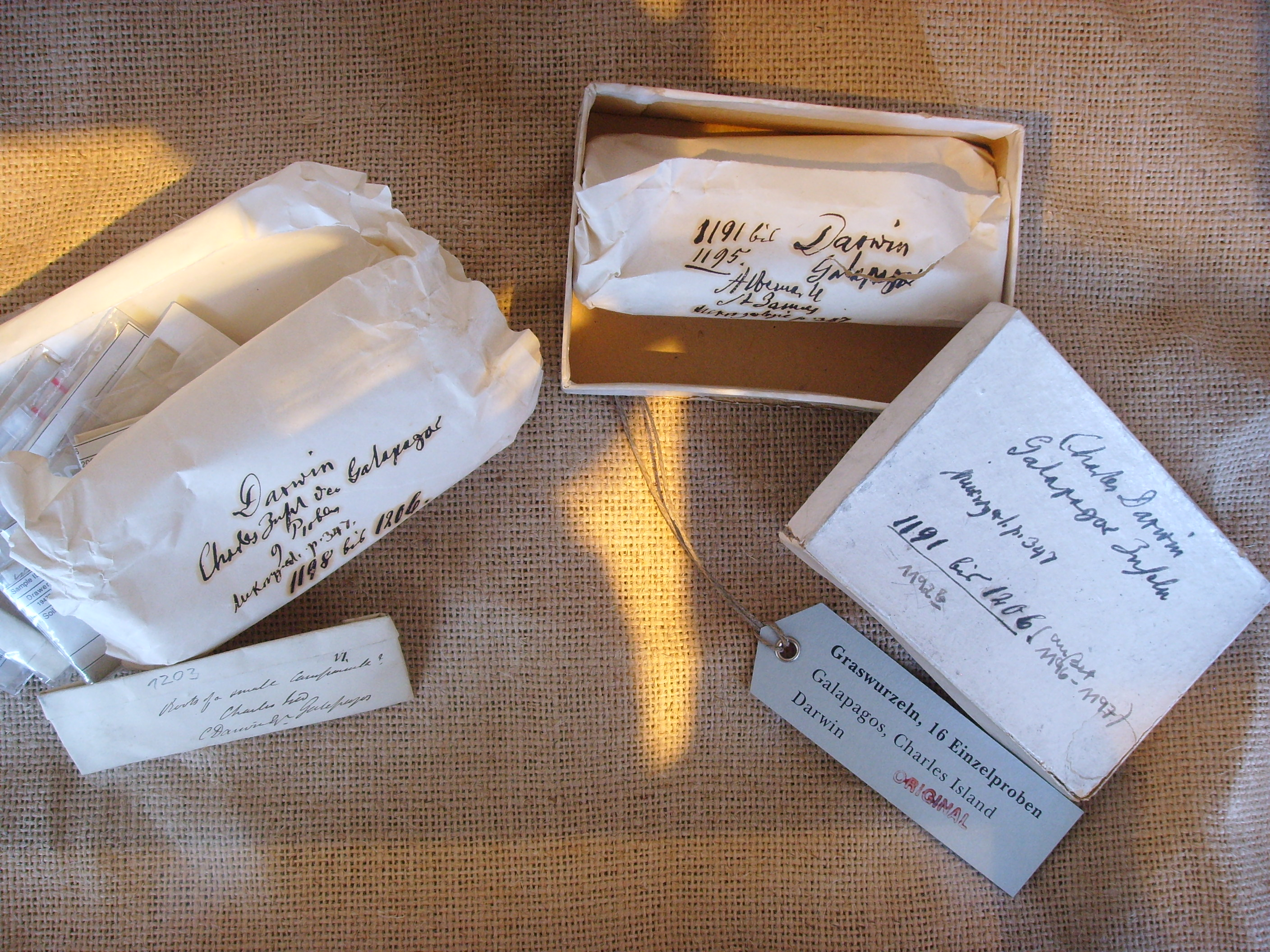
جذور عشب من جزر غالاباغوس.
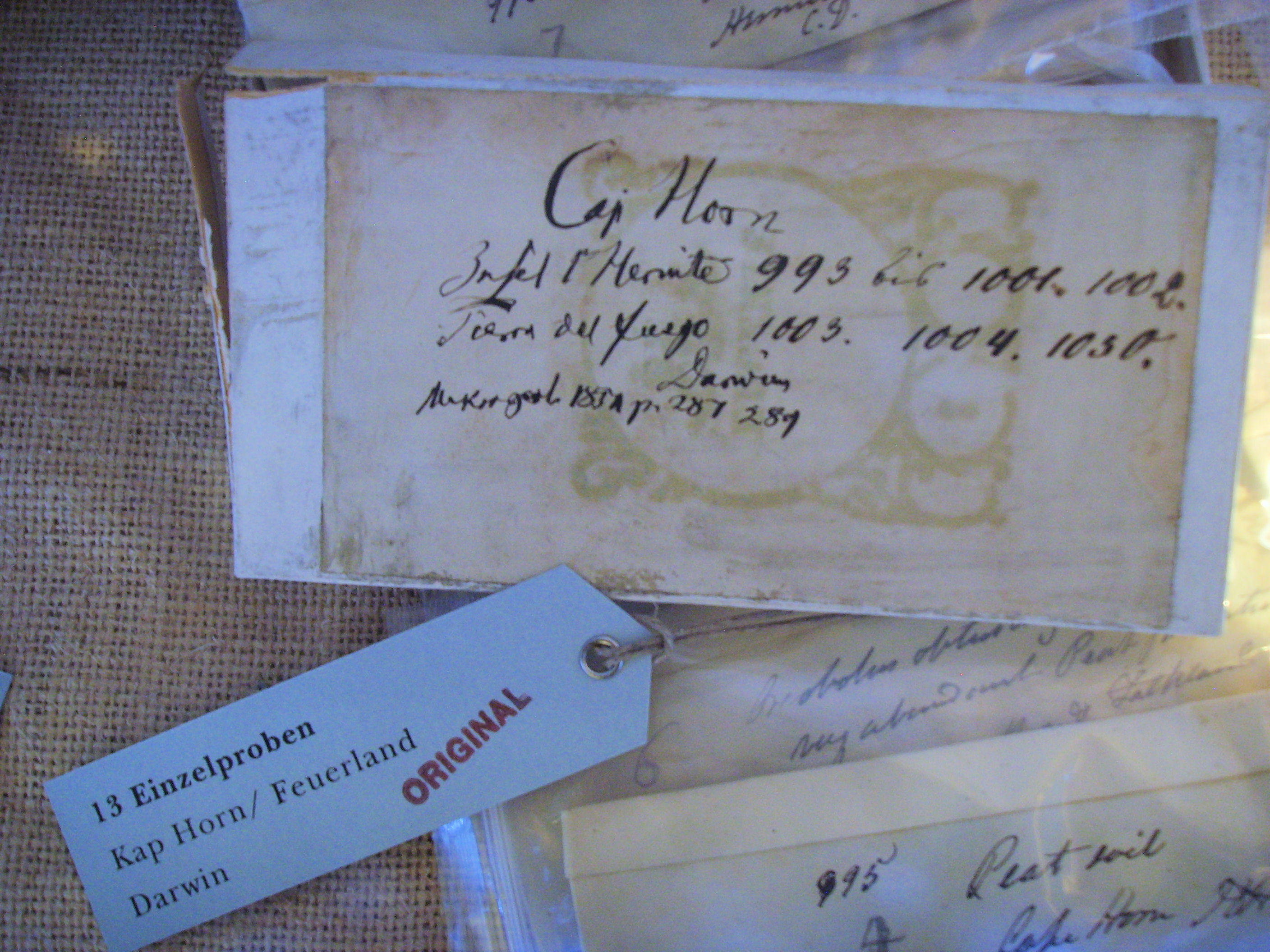
عينات من كاب هورن.

استطاع داروين أن يثبت بأن الإنسان ليس إلا واحدا من بين الكائنات المتطورة وان الإنسان ليست له هذه الأهمية التي كان يتصورها معظم الناس في الماضي، فمن يدرى ربما سبقته كائنات أخرى في التطور. قد يكون بسبب هذه الدلالات النظرية قد كانت هي السبب الرئيسي في فزع رجال الدين وسخطهم، الذين رأوا في داروين كافرا وملحدا لأنه لم يأخذ بما جاء في الكتاب المقدس حرفيا. مع أن نظرية التطور كانت لتفسير كيفية تواجد أول خلية. فداروين نفسه قال:
| تشارلز داروين | ليس بالضرورة اتخاذ الاعتقاد بصحة النظرية سببا للالحاد. | تشارلز داروين |

### بداية نظرية داروين للتطور

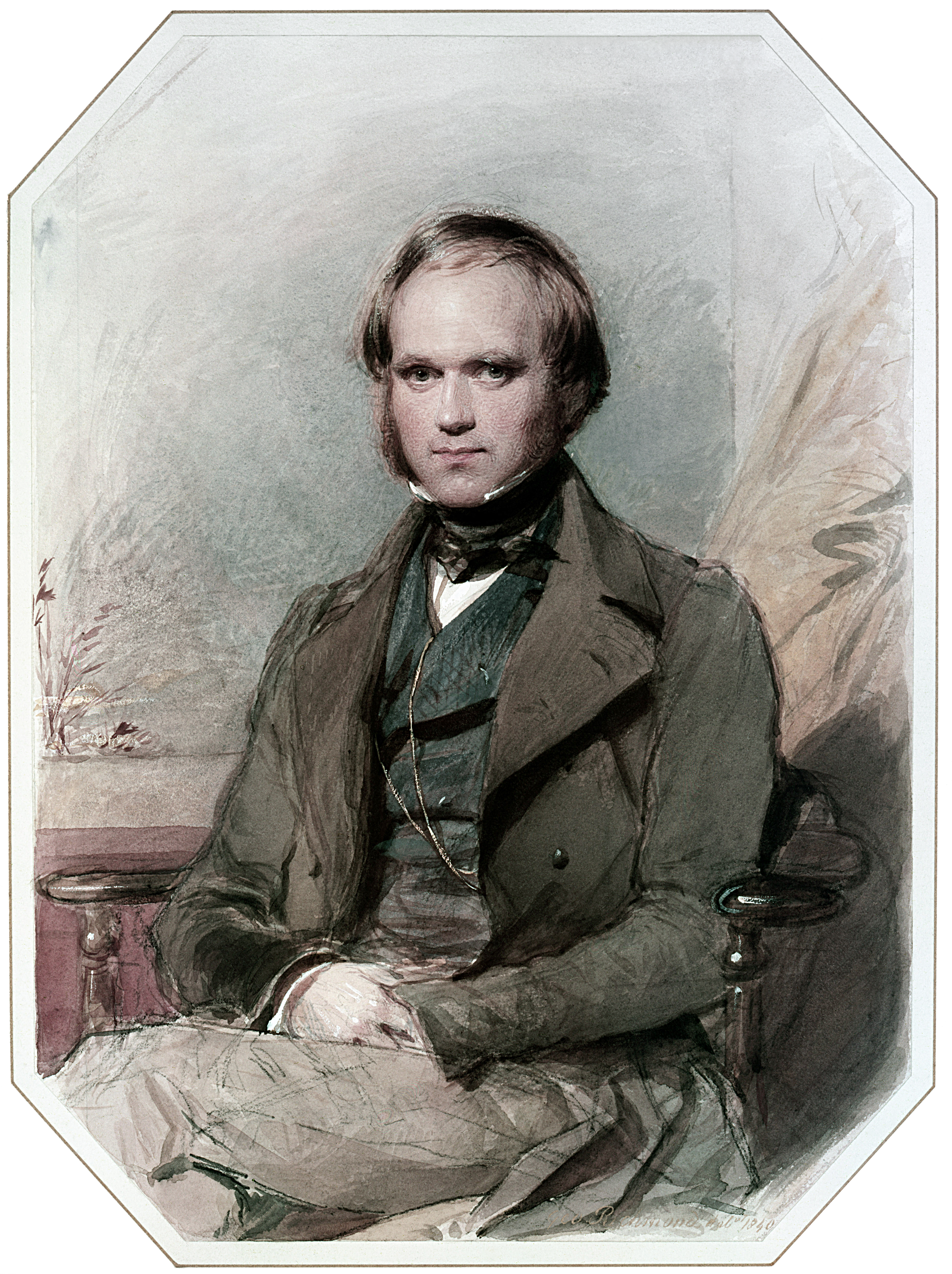
في حين لا يزال شابا، انضم تشارلز داروين إلى النخبة العلمية.

في الثاني من اوكتوبر عام 1836 م وصلت سفينة البيعل إلى فالماوث في كورنوال وكان داروين قد أصبح من المشاهير في الأوساط العلمية وذلك بفضل أستاذه السابق هنسلو الذي أشاد بمجهوداته، وعمِل على نشر كتيب عن رسائل داروين الجيولوجية بين علماء الطبيعة وذلك كان في ديسمبر عام 1835. زار داروين منزله في شروزبري وقابل أقاربه ثم سارع إلى كامبريدج لمقابلة معلمه هنسلو والذي نصحه ببعض علماء الطبيعة الذين يمكنهم المساعدة في عملية تصنيف العينات كما عرض عليه أن يقوم بتصنيف العينات النباتية. قام والد داروين ببعض الاستثمارات التي ساعدت داروين في الظهور بمظهر الرجل النبيل والعالم، مما حفز داروين المتحمس لعرض عيناته على الخبراء في مؤسسات لندن ليساعدوه في عمليات التوصيف. لكن كان علماء الحيوان يواجهون كم هائل من العمل وبالتالي كان من المخاطرة ترك العينات في المخازن. في التاسع والعشرين من شهر أكتوبر التقى تشارلز ليل بداروين والذي كان شديد الشغف به فقدمه إلى عالم التشريح الصاعد ريتشارد أوين، والذي كان لديه إمكانيات وفرتها له الكلية الملكية للجراحين فتمكن من العمل على عينات الأحافير التي جمعها داروين. شملت نتائج داروين المدهشة بعض الأجناس العملاقة المنقرضة مثل المجاثيريوم، بالإضافة إلى هيكل عظمي شبه كامل لكائن يسمى سكليدوثيريوم وفرس النهر برأس شبيه بالقوارض أطلق عليه اسم توكسودون والذي يشبه الكابيبارا العملاقة. كما كانت هنالك شظايا دروع من كائن يسمى جلايبتودون والذي شبهه داروين في البداية بالحيوان المدرع ولكن بضخامة أكبر. هذه الكائنات على صلة بالكائنات التي تعيش حالياً في أمريكا الجنوبية.
استأجر داروين في منتصف شهر ديسمبر غرفة في فندق لتنظيم عمله وإعادة كتابة مقاله (في عموده اليومي في أحد الصحف). كتب أول ورقة، بيَّن فيها بأن القارة الأمريكا الجنوبية كانت ترتفع ببطء، ومع حماس ودعم لايل، قرأ داروين مقالته على الجمعية الجيولوجية في لندن في الرابع من يناير في سنة 1837. في نفس اليوم، قدّم داروين عينات من الثدييات والطيور لجمعية الحيوان. بُعَيْدَ ذلك أعلن عالم الطيور جون غولدن أن طيور جزر غالاباغوس التي تحدث عنها داروين هي خليط من طائر الشحرور وطائر الجواثم وطيور الحسون، وهذه الأخيرة وجد منها في الحقيقة إثني عشر نوعاً. وفي السابع عشر من فبراير أُنتُخب داروين كعضو في مجلس الجمعية الجيولوجية وقدم لايل في خطابه الرئاسي أحافير داروين على أنها جزء من نتائج أوين، مشدداً على استمرار البحث الجغرافي لأصناف جديدة من الحياة دعماً لفكرته التنظيمية.

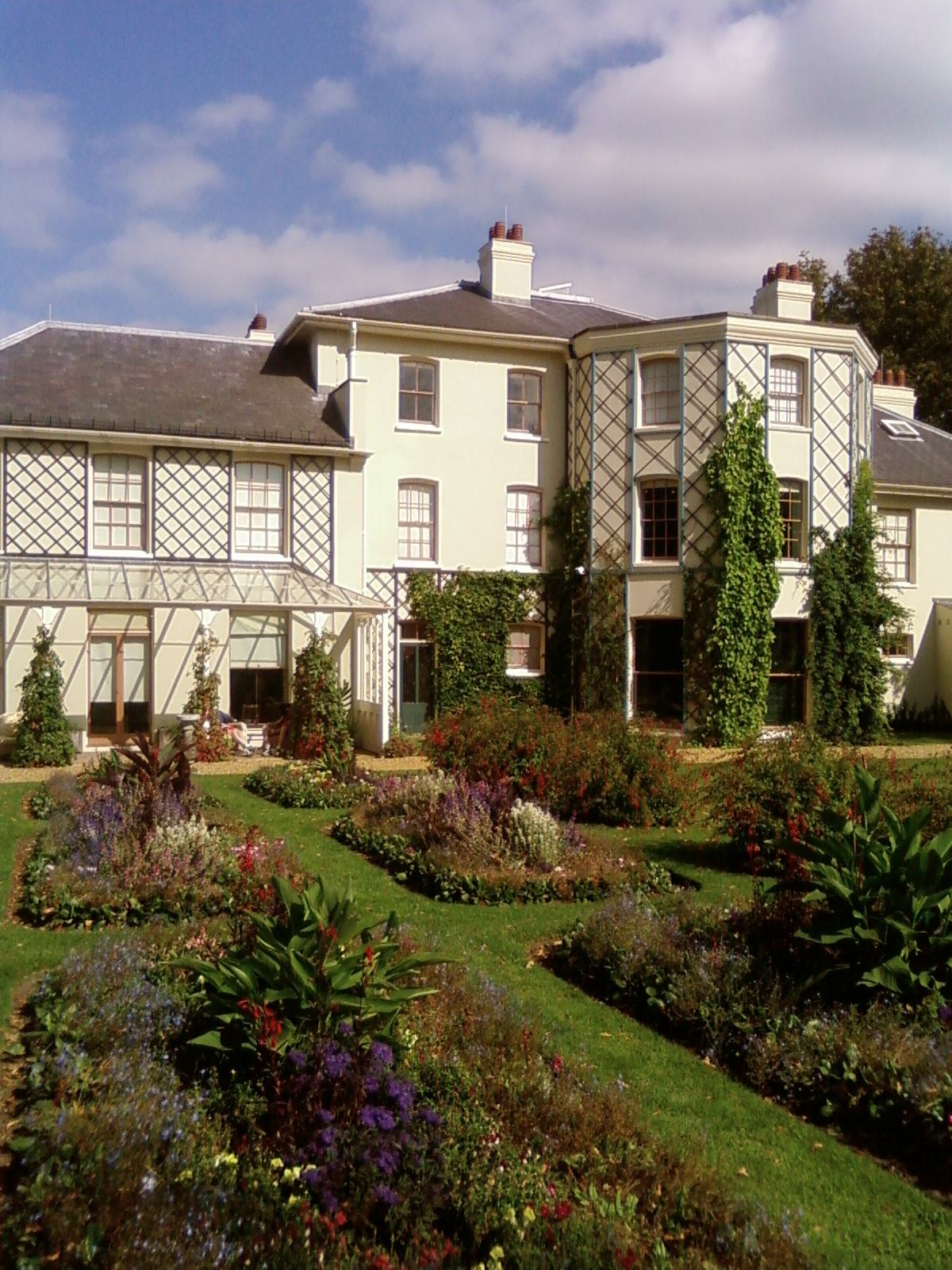
"داون هاوس" ، سكن عائلة داروين من نوفمبر 1842 ، هو الآن متحف.

في بدايات شهر مارس انتقل داروين إلى لندن ليكون قريباً من عمله ليلتحق بدائرة لايل الاجتماعية من العلماء والخبراء من أمثال شارليز بابيج، الذي وصف الرب على أنه المبرمج للقوانين. بقى داروين مع أخوه طليق الفكر أراسموس، الذي كان جزء من هذه الدائرة اليمينية وصديقاً مقرباً للكاتبة هارييت مارتينواه، والتي عززت من نظرية مالتوس اليمينية والمثيرة للجدل، تلك - النظرية - تدعو لإعادة صياغة قوانين الفقراء ووقف المساعدات المتسببة في الاكتظاظ السكاني ما يعني زيادة في الفقر. مارتينواه بوصفها من الموحدين رحبت بالآثار المترتبة على التحويل الجذري لأصناف الطيور. والتي يروج لها من قبل غرانت ومجموعة من الجراحين الشباب المتأثرين بجيوفروي، هذا التغيير كان لعنة على النظام الاجتماعي للجنة الدفاع عن الكنيسة الإنجليزية ، لكن مناقشة العلماء ذوو السمعة الحسنة للموضوع بشكل مفتوح والاهتمام الكبير في رسالة جون هيرشيل والذي مدح فيها نهج لايل كطريقة جديدة لإيجاد أسباب طبيعية لأصول الأصناف الجديدة.
التقى غولدن بداروين وأخبره أن طيور الغالابيغوس المحاكية من مَوَاطِن (جزر) مختلفة كانت أصناف منفصلة، وليست فقط متنوعة، والذي كان يعتقده داروين أن طائر الرن كان ينتمي أيضاً لمجموعة طيور الحسون. لم يصنف داروين طيور الحسون حسب الموطن أو البيئة ولكن صنفها من خلال ملاحظات الصيادين، بالإضافة لفيتزروي (مصطلح يقصد به ابن الملك) فقد خصص مواطن للأصناف. أيضاً هناك صنفان مميزان لطائر الريّا، ففي الرابع عشر من مارس، أعلن داروين كيف يتغير توزيعهم كلما اتجهنا جنوباً.
بحلول منتصف مارس، تضاربت أفكار داروين في كتابه كتاب الملاحظات الأحمر "B" في احتمالية أن «أحد الأصناف يتغير إلى صنف آخر» ليشرح التوزيع الجغرافي لأماكن عيش أصناف الطيور مثل الريّا وصنف آخر منقرض من الثديات، الماكروتشينيا والذي يشبه الغوناكو (حيوان من صنف الجمليات «لاما»).

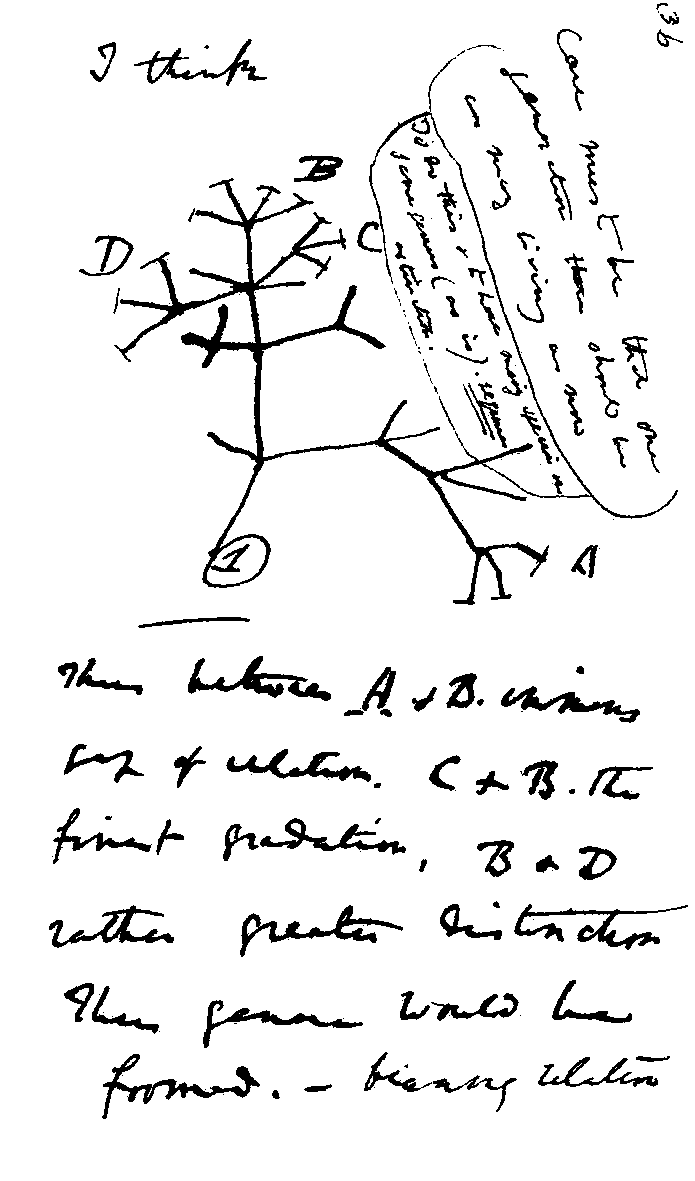
في منتصف يوليو 1837 بدأ داروين في كتابه للملاحظات " B " على تحويل الأنواع، وكتب فوق أول شجرة تطورية رسمها «أعتقد».

أفكاره حول فترة الحياة والتكاثر اللاجنسي والتكاثر الجنسي طُوِّرت في كتاب الملاحظات الأحمر المسمى "B" بحلول منصف أيلول حول اختلاف السلالة «لتكييف وتبديل الأصل لتغيير العالم» يشرح فيه سلاحف الغالابيغوس وطيور الغالابيغوس المحاكية وطيور الريّا. رسم داروين التفرعات بشكل لائق، فرّع الأنساب في شجرة تطور أحادية، على أنه «من غير المعقول الحديث عن حيوان على أنه أعلى من الآخرين رتبة»، وبالتالي تجاهل فكرة لامارك عن أن السلالات المستقلة تتقدم إلى أشكال أعلى.

### إفراطه في العمل، مرضه، زواجه
أثناء تطويره لدراسة مكثفة حول نظرية التحول، أصبح داروين غارقًا في المزيد من العمل. وكان ما يزال يعيد كتابة مذكراته، واستمر أيضا في تدقيق وطباعة تقارير الخبراء في مجموعته. بمساعدة هينسلو حصل على منحة من وزارة الخزانة بمبلغ 1,000 جنيه استرليني لدعم إصداره ذو المجلدات المتعددة والذي أسماه «علم الحيوان للرحلة البحرية للباخرة بيغل» وهذا المبلغ يعادل 115,000 جنيه استرليني في 2021. مدد داروين التمويل ليُضمّن كُتُبه في علم طبقات الأرض واتفق على تواريخ غير واقعية مع الناشر. وحينما بدأ العصر الفيكتوري، واصل داروين كتابة مذكراته وفي أغسطس من عام 1837 بدأ بتصحيح المسودات.
كان داروين يعاني صحيا من بعض الضغوط. في العشرين من سبتمبر كان يعاني من خفقان غير مريح في قلبه. حينها حثّه الأطباء على أخذ استراحة من العمل والعيش في الريف لعدة أسابيع. بعد زيارته لشروزبري التقى بأقارب ودجوود في مبنة ماير في ستافوردشير، ولكنه وجدهم حريصين جداً على سماع حكايات أسفاره أكثر من إعطائه فرصه للراحة. إيما ودجوود ابنة عم داروين، الفاتنة، الذكية، المثقفة والتي تكبُر داروين بتسعة أشهر، كانت ترعى عمة داروين العاجزة.ألهم العم جوس داروين في نظرية جديدة ومهمة حول دور دودة الأرض في تكوين التربة - قدم داروين هذه النظرية للجمعية الجيولوجية في الأول من نوفمبر- أشار جوس إلى أن النفايات في منطقة معينة تختفي تحت التربة الخصبة وأقترح أن هذا قد يكون بفعل دودة الأرض.
دفع وليام وول داروين إلى القبول بتولّي مهام الأمين العام للجمعية الجيولوجية. بعد رفضه للعمل في البداية، قَبِل داروين المنصب في مارس 1838. على الرغم من عمله الشاق في كتابة وتعديل تقارير رحلته، أحرز داروين تقدما ملحوظًا في نظرية التحول، واستغل كل الفرص لسؤال علماء الحيوان وأصحاب الخبرة بشكل غير مألوف، حتى أنه كان يسأل أصحاب الخبرة العملية مثل: المزارعين ومربو الحمام مع مرور الوقت كان قد جمع معلومات من أقاربه، الأطفال، كبير خدم العائلة، الجيران، المستعمرين وزملائه في رحلته البحرية. ضمّن داروين الجنس البشري في تكهناته منذ البداية، وذلك عند مشاهدته لنوع من القرود يطلق عليه «إنسان الغاب» في الحديقة في 28 مارس ملاحظا لسلوكه الطفولي.
الإجهاد أخذ الكثير منه، كان تشارلز داروين بحلول شهر يونيو طريح الفراش لأيام عديدة محملاً بأمراض عدة كمشاكل في المعدة، وصداع في الرأس، وأعراض في القلب. وظل على ذلك بقية حياته فجسده لم يكن مؤهلاً لاحتمال هذه الآلام من تقيؤ ودمامل ورجفان وأعراض أخرى وكانت دائماً ما تظهر عليه عندما يحضر للاجتماعات أو يقوم بزيارات اجتماعية. يُذْكَرْ بأن مرضه لم يكن معروفاً وأن المحاولات التي قامت لعلاجه لم تحقق نجاحاً يذكر.

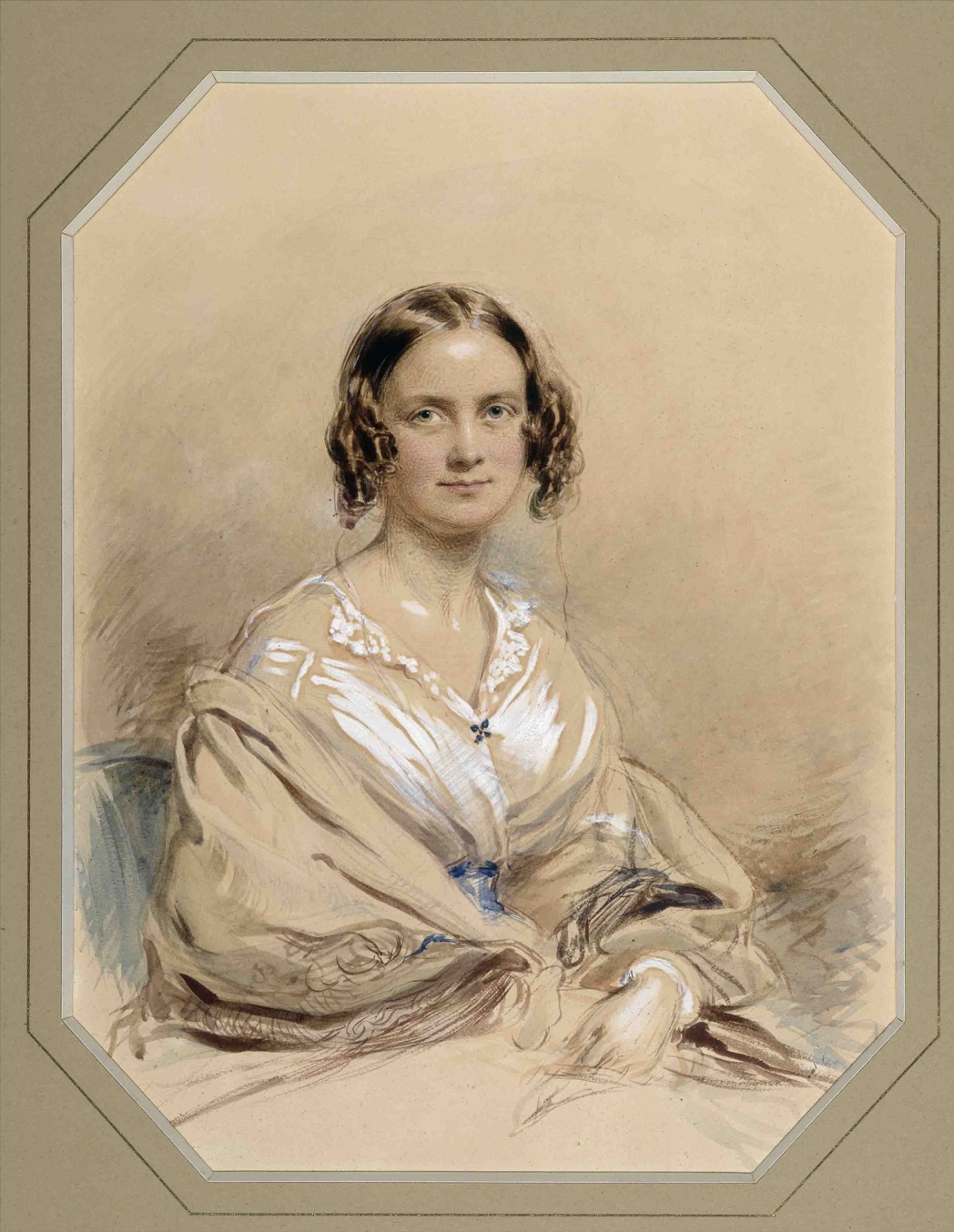
اختار داروين الزواج من ابنة عمه إيما ودجوود.

في يوم 23 من يونيو، أخذ داروين عطلة وذهب إلى اسكتلندا في رحلة جيولوجية. وقام بزيارة مرتفعات غيلين روي التي تقع في اسكتلندا في طقس مبهج لمشاهدة الطرق المتوازية المقسمة إلى ثلاث ارتفاعات على سفوح الجبال. لاحقاً، قام داروين بنشر وجهة نظره أن «هذه السفوح كانت قبلاً سواحل ومدرجات بحرية»، ولكن فيما بعد اضطر إلى قبول فكرة أن هذه سواحل لبحيرة. وبعد أن استعاد داروين كامل عافيته، رجع إلى شروزباري في يوليو. اعتاد داروين على تدوين ملاحظاته في دفتر يومياته عن تربية الحيوانات، وكان يخربش عن أفكار غير مترابطة حول حياة المرء وعن آفاق المستقبل على قصاصتين من الورق. واحدة منها صارت عمود في الصحيفة بعنوان «ماري» و«ليست ماري». شملت تلك بعض المميزات مثل «رفيق وصديق في سن الشيخوخة.... أفضل من كلب على أية حال»، ونقاط معارضة مثل «مال قليل لأجل الكتب»، و«ضياع رهيب للوقت». وبعد أن تناقش داروين مع والده، وقرر والده أن هذا في صالحه، ذهب لزيارة إيمِّا في 29 يوليو. ليس لأنه يريد المراوغة، ولكنه كان معارضاً لنصيحة والده عندما أشار عليه بتغيير أفكاره.

#### مالثوسوالانتقاء الطبيعي
استمرت أبحاث داروين في لندن، وشمل اطلاعُه الواسع على الطبعة السادسة لمقالة مالثوس حول مبدأ تعداد السكان. وفي يوم 28 من شهر سبتمبر لعام 1838، أشار فيها «أن التعداد السكاني، إن لم يتم ضَبُطه، فإنهُ سيتضاعف مرتين كل 25 عام، أو ترتفع نسبته الحِسابية»، ولذلك فإن الموارد الغذائية لن تكفي لهذا العدد الهائل من السكان، فيما يُعَرف ذلك «بكارثة مالثوس». أعد داروين بشكل جيد مقارنة بين مقالة مالثوس ومقالة دي كندول عن «الأصناف المتحاربة»، وكانت تتحدث هذه المقالة عن النباتات والنضال في الحياة البرية، وتوُضح كيف أن عدد من الأحياء البرية ظلت مستقرة تقريباً. كما أن الحيوانات دائماً ما تتكاثر ولديها ما يكفيها من الموارد المتاحة، والتنوع المتاح للمخلوقات الحية يجعل ذلك أفضل لها في البقاء على قيد الحياة وهذا التنوع تنقلهُ إلى صغارها، بينما عدم التنوع يؤدي إلى اختفائها وانقراضها. ويعبر عن ذلك ما كتبه «يجب أن يكون السبب النهائي لهذا التوكيد، هو لأجل بناء هيكل مناسب، يتكيف مع التغيُرات»، ومن أجل ذلك «قد يقول أحدهم هناك قوة مثل مائة ألف وتد تحاول أن تتدخل في كل نوع من البيئات المتكيفة لتسد الثغرات في الاقتصاد من خلال الطبيعة، أو بالأحرى تكوين الثغرات بطعن المخلوق الأضعف». وهذا من شأنه أن يؤدي إلى تكوين أنواع جديدة
كما كَتب في وقت لاحق في سيرة حياته. في أكتوبر عام 1838، بعد خمسة عشر شهرا ً منذُ أن بدأ بالتحقيق المنهجي، حدث أنّي قرأت للتسلية عن مالثوس للسكان، وبما أني متحضر جيداً لتقدير المعاناة في فهم الوجود مع تمعّن طويل ومستمر في عادات الحيوانات والنباتات، لفت نظري في وقت واحد أنه في ظل هذه الظروف فأن الاختلافات الملائمة تميل للبقاء، والاختلافات الغير ملائمة تميل للفناء، والنتيجة النهائية لهذا هو تكون نوع جديد. إذن هنا، كانت محصلتي في النهاية نظرية لأعمل بها..... "
عند منتصف ديسمبر، رأى داروين تشابها ً بين المزارعين الذين ينتقون أفضل الأصناف أثناء التربية الانتقائية والطبيعة المالثوسية في انتقاء المتغيرات بحيث أنه «كل جزء مكتسب في البنية هو عملي بالكامل وتام»، فكّر في هذهِ المقارنة «جزء جميل من نظريتي» بعد ذلك سمّى نظريته الانتقاء الطبيعي، قياساً على ما سماه الانتقاء الاصطناعي للتربية الانتقائية.
في الحادي عشر من نوفمبر، عاد داروين إلى ماير وتقدم إلى إيما، وأخبرها بأفكاره مرة أخرى فوافقت. بعد ذلك وأثناء تبادل رسائل الحب أظهرت له كيف أنها تقدر انفتاحه في مشاركة الاختلافات بينهما. وأعربت لهُ عن اعتقاداتها واهتماماتها القوية بالوحدوية المسيحية وأن شكوكه قد تسبب الانفصال بينهما في الحياة الأخرى (بعد الموت). وبينما كان داروين يبحث عن منزل في لندن، استمرت نوبات المرض فكتبت له إيما ملاحظة قريبة من التنبوء: «لا تكن مريضا ً أكثر عزيزي تشارلي حتى أستطيع أن أكون معك وأقوم برعايتك» وطلبت منه أيضاً أخذ قسط ٍ من الراحة. وخلال فترة عيد الميلاد نقل داروين متحفه إلى شارع غاور بسبب بهرجة طائر يدعى «المكاو المنزلية» حيث عثر عليه هناك.
وفي الرابع والعشرين من يناير 1839 أنتُخِب داروين كزميل في الجمعية الملكية. وتزوج من إيما في التاسع والعشرين من يناير بمدينة ماير في حفل ملائكي نُظِّم ليكون وفق شرائع الوحدوية المسيحية. بعدها مباشرةً رَكِبَا قِطارًا مُتجِهًا إلى بيتهما الجديد في لندن.

### التحضير لنشرنظرية الانتقاء الطبيعي

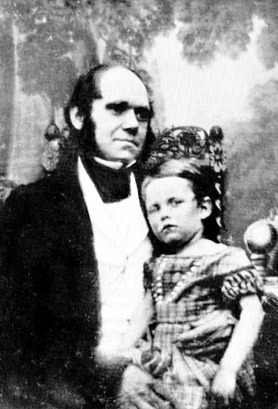
داروين في عام 1842 مع ابنه الأكبر، ويليام ايراسموس داروين.

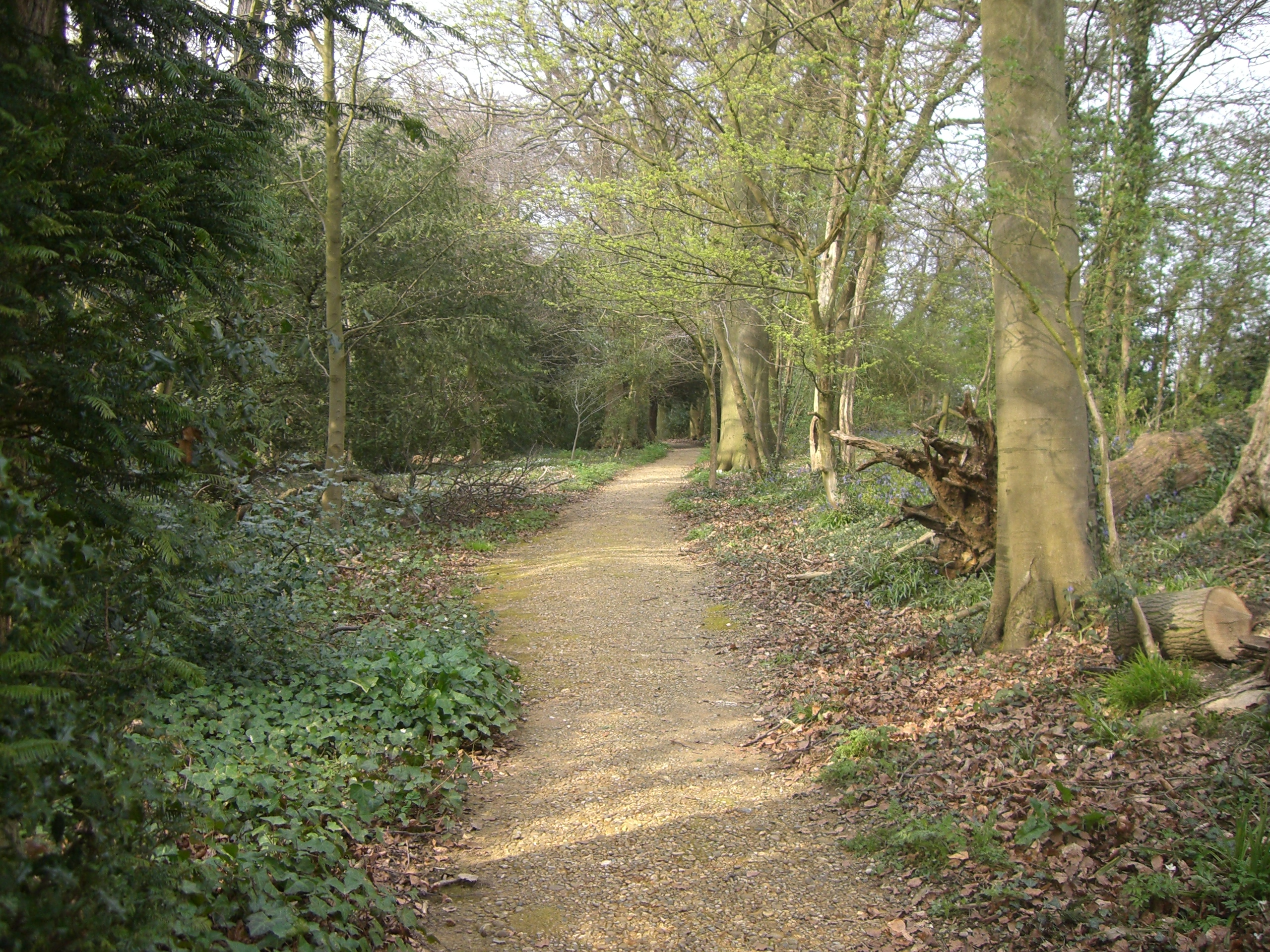
الممشى الرملي في أسفل منزل داروين هو مكانه المعتاد للتفكير.

انتهى داروين الآن من الهيكل الأساسي لنظريته في الانتقاء الطبيعي «والتي كانت تعمل» بوصفها «هوايته الرئيسية». شملت أبحاثه على تجارب موسعة في التربية الانتقائية التجريبية للنباتات والحيوانات، وإيجاد أدلة بأن أنواع الكائنات ليست ثابتة والقيام بأبحاث في تفاصيل الأفكار ليثبت ويحسن من نظرياته، ولمدة خمسة عشر عاما كان هذا العمل مبني على خلفيته في عمله الرئيسي للكتابة الجيولوجية ونشر تقارير متخصصة عن مجموعة البرنقيل. عندما نشرت قصة فيتزروي في أيار/ مايو عام 1839، تلقت يوميات داروين وملاحظاته نجاحاً باهراً مما دفع بها لكي تنشر بشكل منفصل في وقت لاحق من تلك السنة، في أوائل عام 1842, كتب داروين حول أفكاره لتشارلز ليل، الذي أشار دارون بها إلى أن رفيقه «ينفي رؤية بداية لأصل كل نوع»
نُشِر كتاب داروين " بنية وتوزيع الشعاب المرجانية " التي تشرح نظريته تكوين الجزر المرجانية الاستوائية في أيار/ مايو عام 1842 بعد أكثر من ثلاث سنوات من العمل، بعد ذلك وضع " مخططه الأول " لنظريته الانتقاء الطبيعي، وللهروب من الضغوط في لندن، انتقلت العائلة إلى بيت داروين الريفي (داون هاوس) في أيلول/سبتمبر، في 11 يناير 1844، أشار داروين في نظريته إلى عالم النبات "جوزيف دالتون هوكر، كاتباً بسخريته الميلودرامية "أنها مثل الاعتراف بجريمة قتل "، أجاب هوكر" في رأيي قد يكون هناك سلسلة من عمليات الإنتاج في مواقع مختلفة، والتغير التدرجي للكائنات، يجب أن أكون مسروراً لسماع كيف تفكر بأن هذا التغيرات قد حدثت، حيث لا يوجد حالياً آراء مقنعة ترضيني في هذا الموضوع."
بحلول تموز/يوليو، وسع داروين «مخططه» في 230 صفحة على هيئة مقال، للقيام بتوسيع نتائج أبحاثه تحسبا لموته المفاجئ، وفيتشرين الثاني/نوفمبر نشر كاتب مجهول كتاباً يعتبر من أكثر الكتب مبيعاً «آثار التاريخ الطبيعي للخلق» والذي أثارت الاهتمام على نطاق واسع، أحتقر داروين معلوماتها المتعلقة بعلم الجيولوجيا وعلم الحيوان، ولكن بعناية استعرض حججه الخاصة، واندلع الجدل حوله، واستمرت مبيعاته الجيدة على الرغم من نبذ وازدراء العلماء.
أكمل داروين كتابه الجيولوجي الثالث في عام 1846. وجدد الخبرة والافتنان باللافقاريات البحرية، عن طريق تشريح وتصنيف الإوز التي جمعها في الرحلة، والتي تعود إلى الأيام التي قضاها كطالب مبتعث مع القبطان جرانت. مستمتعا بمراقبة الهياكل الجميلة ومفكراً في إجراء مقارنات مع هياكل رفاقه في الرحلة، وفي 1847 قرأ هوكر «المقال» وأرسل مذكرات زودت داروين بردود الفعل الحاسمة التي أحتاجها، ولكنه لم يورط نفسه بمعارضة داروين في استمراريته في فكرة تتقاطع مع نشوء الخلق، وفي محاولة لتحسين سوء حالته الصحية المزمنة، ذهب داروين في عام 1849 لمنتجع الدكتور جيمس جاليس مالفين وكان مندهش من العثور على بعض الفائدة من العلاج المائي، في عام 1851 مرضت ابنته العزيزة (آني) والتي عززت مخاوفه في أن مرضه قد يكون وراثي، وقد توفيت بعد سلسلة طويلة من الأزمات
بعد عمل دارون الذي امتد لثمانية سنوات على الحيوانات البحرية «البرنقيل» ساعدت نظريته في اكتشاف «التجانس» مبيناً بأن التغيرات الطفيفة تقدم وظائف مختلفة لتتلاءم مع الظروف الجديدة، وفي بعض الأجناس وجد طفيليات صغيرة ذات صفات ذكورية وأخرى مزدوجة الجنس، موضحا مرحلة متوسطة في نشوء جنسين مختلفين وحصل في عام 1853 على وسام الجمعية الملكية والتي أكسبته شهرته كعالم أحياء ، ثم استأنف في عام 1854 العمل على نظريته في الكائنات الحية، وأدرك في شهر نوفمبر بأنه يمكن وصف الاختلاف في طبيعة السلالات ويمكن فهمه عبرهم من خلال تغيرهم وتكيفهم مع الأماكن المختلفة تبعا للموارد الطبيعية 

## مسيرته

### نشر نظريةالانتقاء الطبيعي

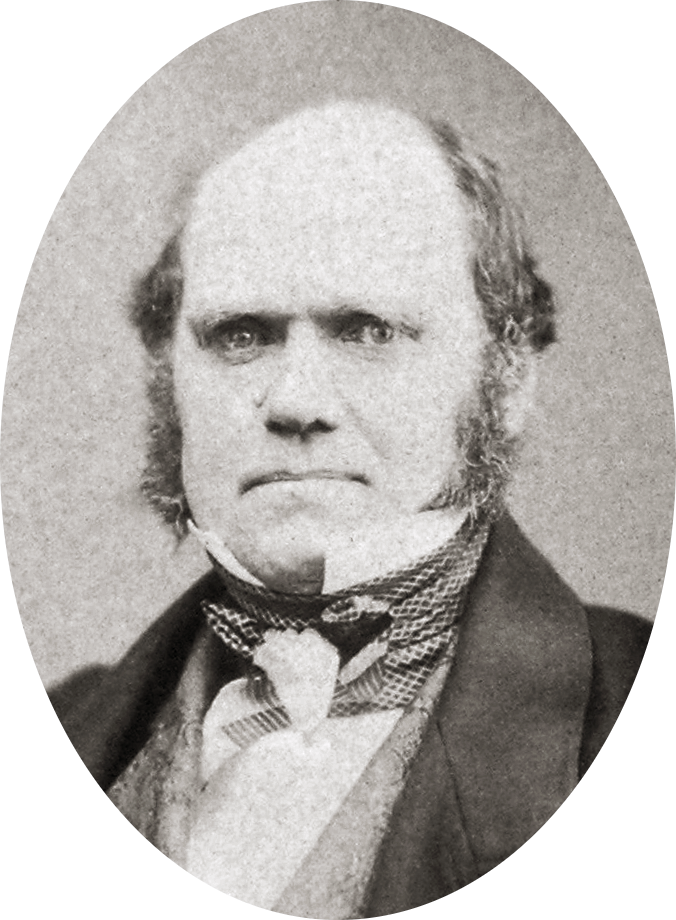
تشارلز وهو في السادسة والأربعين من عمره عام 1855، وفي ذلك الوقت كان يعمل على نشر نطريته «الانتقاء الطبيعي»

بحلول بداية عام 1856 ، كان داروين يحقق في ما إذا كان يمكن للبيض والبذور البقاء على قيد الحياة عبر مياه البحر لنشر الأنواع عبر المحيطات. شكك هوكر بشكل متزايد في وجهة النظر التقليدية بأن الأنواع ثابتة ، لكن صديقهم الشاب توماس هنري هكسلي كان لا يزال يعارض بشدة فكرة تحول الأنواع.
كان لايل مفتونًا بتكهنات داروين دون أن يدرك مداها. عندما قرأ مقالة ألفريد راسل والاس، «حول القانون الذي ينظم إدخال الأنواع الجديدة»، رأى أوجه تشابه مع أفكار داروين وحثه على النشر لإثبات الأسبقية. على الرغم من أن داروين لم يرَ أي تهديد ، فقد بدأ في 14 مايو 1856 في كتابة ورقة قصيرة. أدى العثور على إجابات للأسئلة الصعبة إلى إبطاله مرارًا وتكرارًا ، وقام بتوسيع خططه إلى «كتاب كبير عن الأنواع» بعنوان الانتقاء الطبيعي ، والذي كان سيشمل «مذكرته عن الإنسان». واصل أبحاثه ، وحصل على معلومات وعينات من علماء الطبيعة في جميع أنحاء العالم بما في ذلك والاس الذي كان يعمل في بورنيو. في منتصف عام 1857 أضاف عنوان قسم ؛ «النظرية المطبقة على أجناس الإنسان»، لكنها لم تضف نصًا حول هذا الموضوع. في 5 سبتمبر 1857 ، أرسل داروين لعالم النبات الأمريكي آزا غراي مخططًا تفصيليًا لأفكاره ، بما في ذلك ملخص عن الانتقاء الطبيعي ، والذي أغفل الأصول البشرية والاختيار الجنسي. في ديسمبر ، تلقى داروين رسالة من والاس يسأل عما إذا كان الكتاب سيتتطرق ألى أصول الإنسان. أجاب دارون بأنه سيتجنب هذا الموضوع ، كونه «محاطًا جدًا بالأفكار المسبقة»، بينما شجع على تنظير والاس مضيفًا «أنا أذهَب إلى أبعَد مِما أنت».
تمت كتابة كتاب داروين جزئيًا فقط عندما تلقى في 18 يونيو 1858 ورقة من والاس تصف الانتقاء الطبيعي. صُدم داروين بأنه قد «سُبق»، فأرسلها في ذلك اليوم إلى لايل، بناءً على طلب والاس،  وعلى الرغم من أن والاس لم يطلب النشر ، اقترح داروين أنه سيرسله إلى أي مجلة يختارها والاس. كانت عائلته في أزمة مع أطفال القرية الذين كانُ يموتون من الحمى القرمزية، لذلك وضع الأمور في أيدي أصدقائه. بعد بعض المناقشات ، ومع عدم وجود طريقة موثوقة لإشراك والاس، قرر لايل وهوكر تقديم عرض مشترك في جمعية لينيان في 1 يوليو "حول ميل الأنواع لتشكيل أصناف جديدة ؛ وبشأن إدامة الأصناف والأنواع بوسائل الانتقاء الطبيعية". في مساء يوم 28 يونيو ، توفي ابن داروين الرضيع من الحمى القرمزية بعد ما يقرب من أسبوع من المرض الشديد ، وكان في حالة شديد من الحُزن والعزاء ليحضُر.

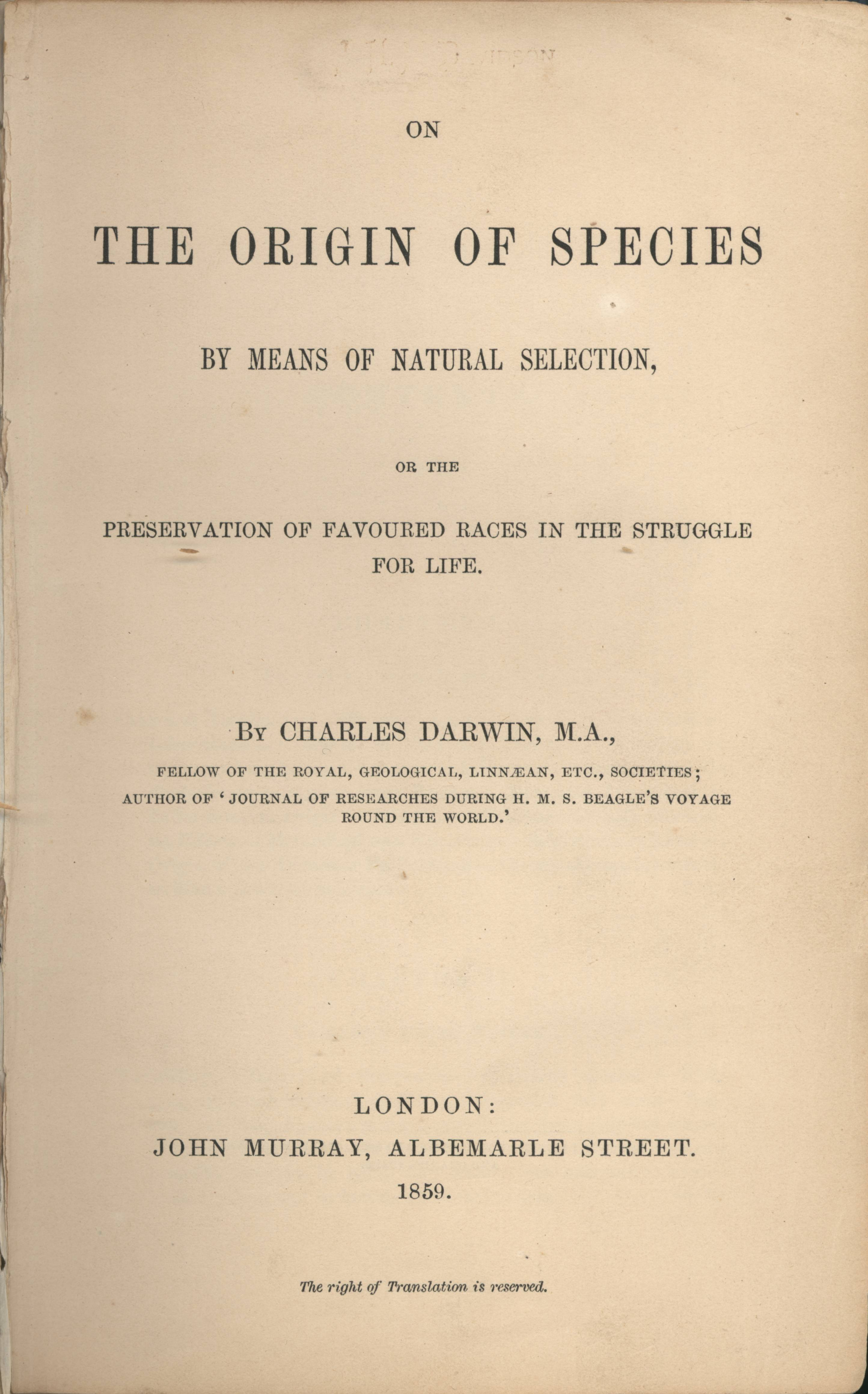
غلاف الطبعة الاصلية لكتاب أصل الأنواع 1859.

كان هناك القليل من الاهتمام الفوري لهذا الإعلان عن النظرية ؛ لاحظ رئيس جمعية لينيان في مايو 1859 أن السنة لم تشهد أي اكتشافات ثورية. رأي واحد فقط أثار حفيظة داروين بما يكفي ليذكرها فيما بعد ؛ زعم البروفيسور صمويل هوتون من دبلن أن «كل ما هو جديد فيهم كان زائفًا ، وما كان صحيحًا كان قديمًا». كافح داروين لمدة ثلاثة عشر شهرًا لإنتاج ملخص عن «كتابه الكبير»، حيث كان يعاني من اعتلال صحته ، ولكنه حصل على التشجيع المستمر من أصدقائه العلميين. رتب لايل لنشره من قبل جون موراي (ناشر بريطاني).
أثبت كتاب «أصل الأنواع» شعبيته بشكل غير متوقع ، حيث فاق الاكتتاب الكامل للمخزون البالغ 1250 نسخة عندما تم طرحه للبيع لبائعي الكتب في 22 نوفمبر 1859. وضع داروين في الكتاب «حجة طويلة واحدة» من الملاحظات التفصيلية والاستنتاجات والنظر في الاعتراضات المتوقعة. في قضية الأصل المشترك ، قام بتضمين دليل على التَنادُد بين البشر والثدييات الأخرى. بعد أن أوجز الانتقاء الجنسي، ألمح إلى أنه يمكن أن يُفسر الاختلافات بين الأجناس البشرية. تجنب دارون المناقشة الصريحة لأصول الإنسان ، لكنه أشار إلى أهمية عمله مع الجملة «سيتم إلقاء الضوء على أصل الإنسان وتاريخه.»  تم ذكر نظريته ببساطة في المقدمة:
في نهاية الكَتاب لخص إلى أن:

### الردود على النشر

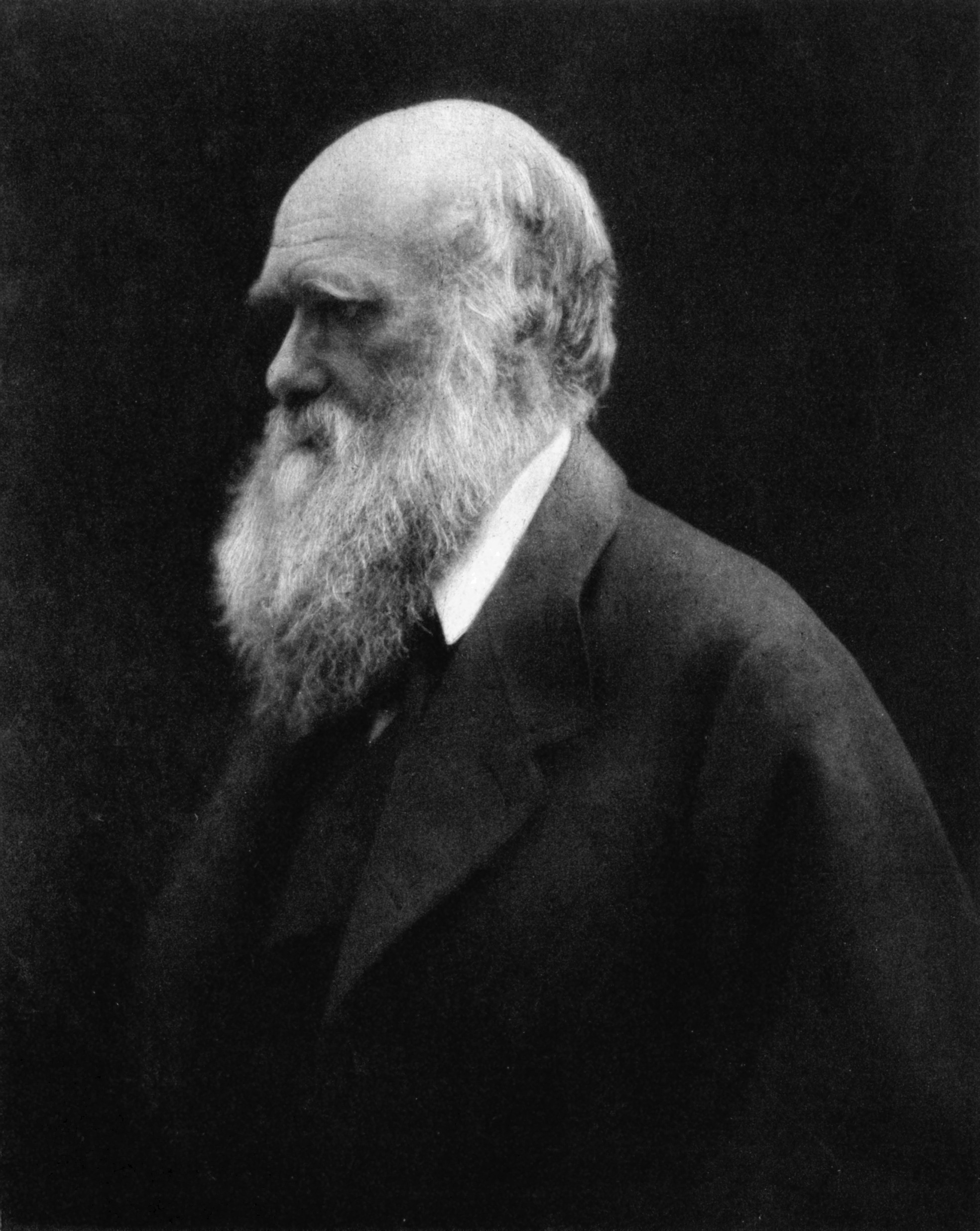
خلال عطلة عائلة داروين 1868 في كوخ لهم في جزيرة وايت، قامت جوليا مارغريت كاميرون بأخذ صور لتشارلز داروين تبين مدى كث لحيته ونموها ما بين 1862 -1866.

أثار الكتاب اهتمامًا عالميًا، وأحدث جدلاً أقل مما حظي به الكتاب الشهير «بقايا التاريخ الطبيعي للخلق». وعلى الرغم من بقاء داروين بعيدًا عن المناظرات العامة إلا أنه كان يُدَقِّق في ردود الأفعال العلمية على نظريته مثل المقالات، وما تنشره الصحف من اعتراضات، والرسوم الساخرة «الكاريكاتورية»، والرد عليها بالاتفاق مع زملاء له حول العالم. حيث أن داروين قال : «سيتم إلقاء الضوء على أصل الإنسان»، ولكنه ادعى أن أول مراجعة هي التي أدت إلى نشر المعتقد أن «أصل الإنسان قرد» بناءً على بقايا الآثار. ومن بين أوائل الردود الإيجابية كانت مشاركات هكسلي التي هاجم فيها ريتشار أوين «رئيس المؤسسة العلمية»، حيث كان يحاول الإطاحة به. وفي شهر نيسان، هاجم أوين أصدقاء داروين ورفض أفكارهم رفضاً تامًا مما أثار غضبه. ومن ثم بدأ أوين وغيره بالتشجيع لأفكار هادفة عن التطور الخارق للطبيعة. أما بالنسبة للكنيسة الإنجليزية فكانت استجاباتها متباينة، بينما تجاهل هذه الأفكار كل من سيدجويك وهينسلو «أستاذي داروين القديمين في كامبريدج»، ولكن فسر رجال الدين الليبراليين الانتقاء الطبيعي على أنه أداة الخالق في التصميم، في حين رآها رجل الدين مثل تشارلز كينسلي على أنها مثل «مفهوم الألوهية النبيل فقط». وفي عام 1860 م، كان لنشر مقالات وتعليقات لعلماء الدين الإنجيليين السبعة الليبراليين سبباً في تحويل انتباه رجال الدين عن داروين، وعن أفكاره وزيادة النقد أيضًا، وقد هوجمت أفكاره من قبل سلطة الكنيسة على أنها بدعة. وفي ذلك قال بادين بوويل إن المعجزات تكسر قوانين الإله، فيكون الإيمان بها ألحاداً، وأشاد بدارون قائلاً : «إن حجم براعة السيد داروين يظهر لنا في مبدأ القوى الكبرى للطبيعة في التطور الذاتي». وناقش آسا جراي النظرية الغائية مع داروين، الذي استورد ووزع كتيب جراي عن التطور إلهي، «الانتقاء الطبيعي لا يتنافى مع اللاهوت الطبيعي».

كانت مناقشة جامعة أكسفورد عن التطور 1860 م أشهر مناظرة علنية من خلال اجتماع الجمعية البريطانية تحت عنوان «تطور العلوم»، وهناك كان أسقف أكسفورد صامويل ويلبرفورس الذي لا يعارض تحول الأنواع، وجادل ضد تفسير داروين بأن أصل الإنسان من القرد، وبينما دافع جوزيف هوكير عن داروين، رد توماس هكسلي بشكل أسطوري وحاسم، بأنه يفضل أن يكون من سلالة القردة على أن يكون شخصاً يسيء استخدام مواهبه، وأنه جاء ليرمز إلى انتصار العلم على الدين.

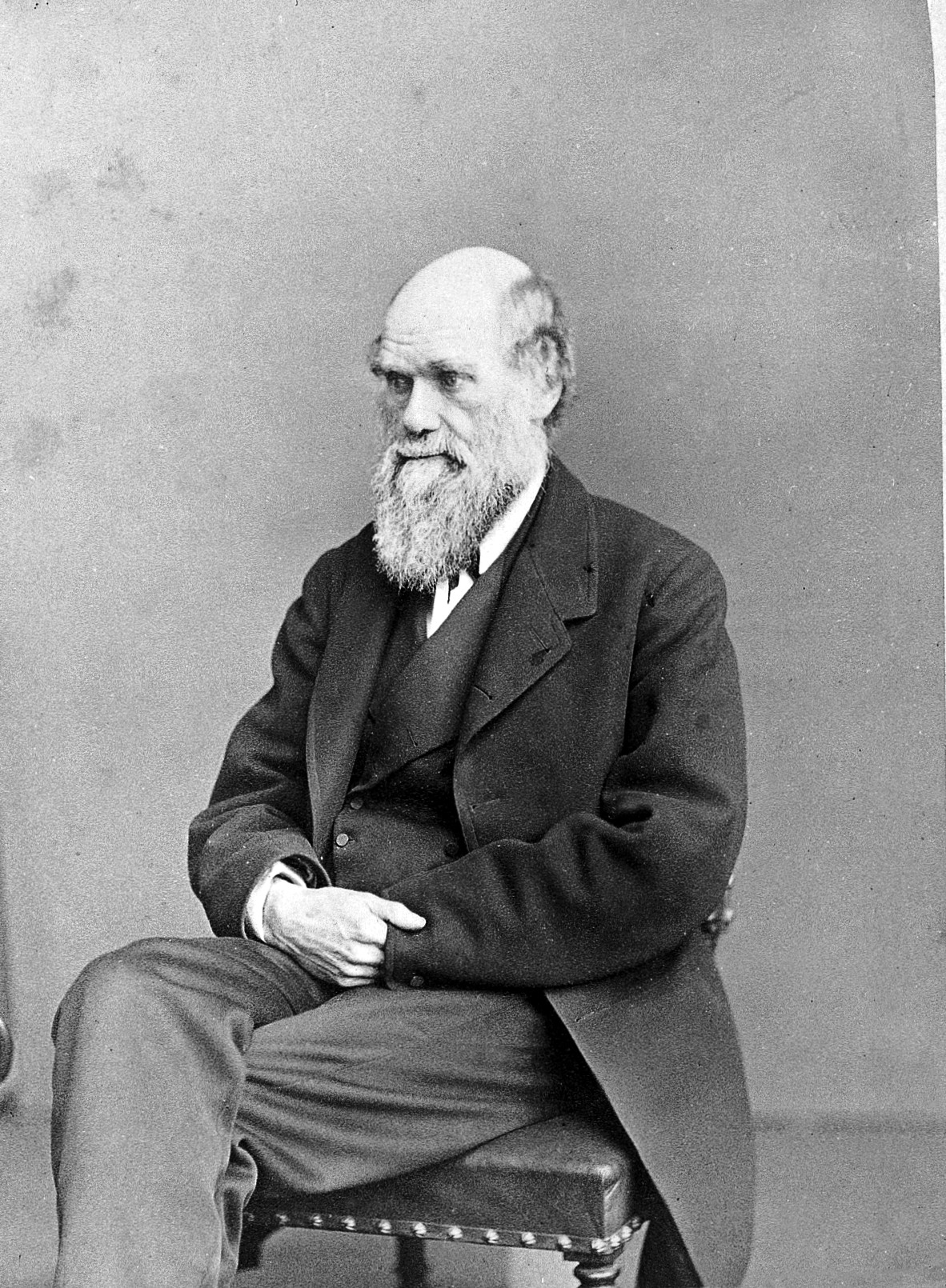
دارون عام 1868 وهو في سن التاسعة والخمسين.

حتى أقرب أصدقاء داروين جراي، هوكير هكسلي ولايل كان لديهم بعض التحفظات ولكنهم دعموه بقوة، كما فعل العديد من الآخرين ، وخاصة علماء الطبيعة الأصغر سنًا. وقد سعى لايل وجراي للمصالحة مع أصحاب الإيمان ، فيما صور هكسلي الاستقطاب بين الدين والعلم، وقام بحملة شجاعة ضد سلطة رجال الدين في التعليم، والتي تهدف إلى إلغاء هيمنة رجال الدين والهواة الارستقراطيين الموجودين تحت سلطة أوين لصالح جيل جديد من العلماء المحترفين، فجاءت مطالبات أوين بأن دماغ الإنسان يختلف بتركيبته البيولوجية عن القردة بتصدي من هكسلي الذي أثبت أنها خاطئة بعد نزاع ساخر طويل عن طريق كينغسلي كما جاء في الجدال العلمي الذي دار في القرن التاسع عشر عن «تشريح القرود وتفرد الإنسان» والتي أفقدت أوين مصداقيته.

في عام 1871 نُشر كاريكتير نموذج لأصل الإنسان ويظهر تشارلز داروين على هيئة قرد، ميزة له في الثقافة الشعبية على حسب أنه هو المؤلف الرئيسي لنظرية النشوء والارتقاء.

ضمت الحركة الداروينية نطاق واسع من الأفكار الثورية تحت جناحها، ففي عام 1863 م، قدم الكاتب تشارلز ليل «الأدلة الجيولوجية على العصور القديمة للإنسان»، ألا أن تحفظه على نظرية التطور، كان مخيبا ً لآمال داروين، وبعدها بأسابيع جاءت أدلة هكسلي في كتابه «مكانة الإنسان في الطبيعة» لتظهر بأن البشر تشريحيًا قردة. ثم إن العالم الطبيعي هنري والتر بايتز قدم في كتابه «عالم الطبيعة في نهر الأمازون» أدلة تجريبية على الانتقاء الطبيعي. وجلب الضغط لداروين أعلى وسام علمي في بريطانيا، ميدالية كوبلي للمجتمع الملكي في يوم 3 نوفمبر سنة 1864 م. وفي ذلك اليوم عقد هكسلي أول اجتماع سماه النادي إكس يضم المؤمنين بنظرية التطور، أصبح فيما بعد نادي ذو نفوذ وسلطة مكرس إلى «العلم، نقياً وحراً، ولا تقيده العقائد الدينية».
وفي نهاية هذا العقد، أجمع معظم العلماء على أن التطور حدث بالفعل. ولكن القلة اتفقوا مع داروين بشأن آلية الانتقاء الطبيعي. ترجم كتاب «أصل الانواع» للغات كثيرة، وأصبح نصاً علمياً يتداوله الجميع بما في ذلك العمال الذين توافدوا على محاضرات هكسلي. وكان لنظرية داروين صدى واسع في الكثير من الحركات المعاصرة لها حتى أصبحت مفتاحاً رئيسياً في الثقافة الشعبية، وسخر رسامو الكاريكاتير من فكرة النسب الحيواني بإظهار البشر بصفات حيوانية. وفي بريطانيا خدمت هذه الصور الطريفة في زيادة شهرة نظرية داروين بشكل لا يهددها. وفي عام 1862 م، ربى داروين لحيته، ولما ظهر مره أخرى على الملأ عام 1866 م، ساعدت الرسومات الكاريكاتورية له كقرد في تحديد وربط كل أشكال مذهب التطور مع الداروينية.

### أصل الإنسان، الانتقاء الجنسي، وعلم النبات

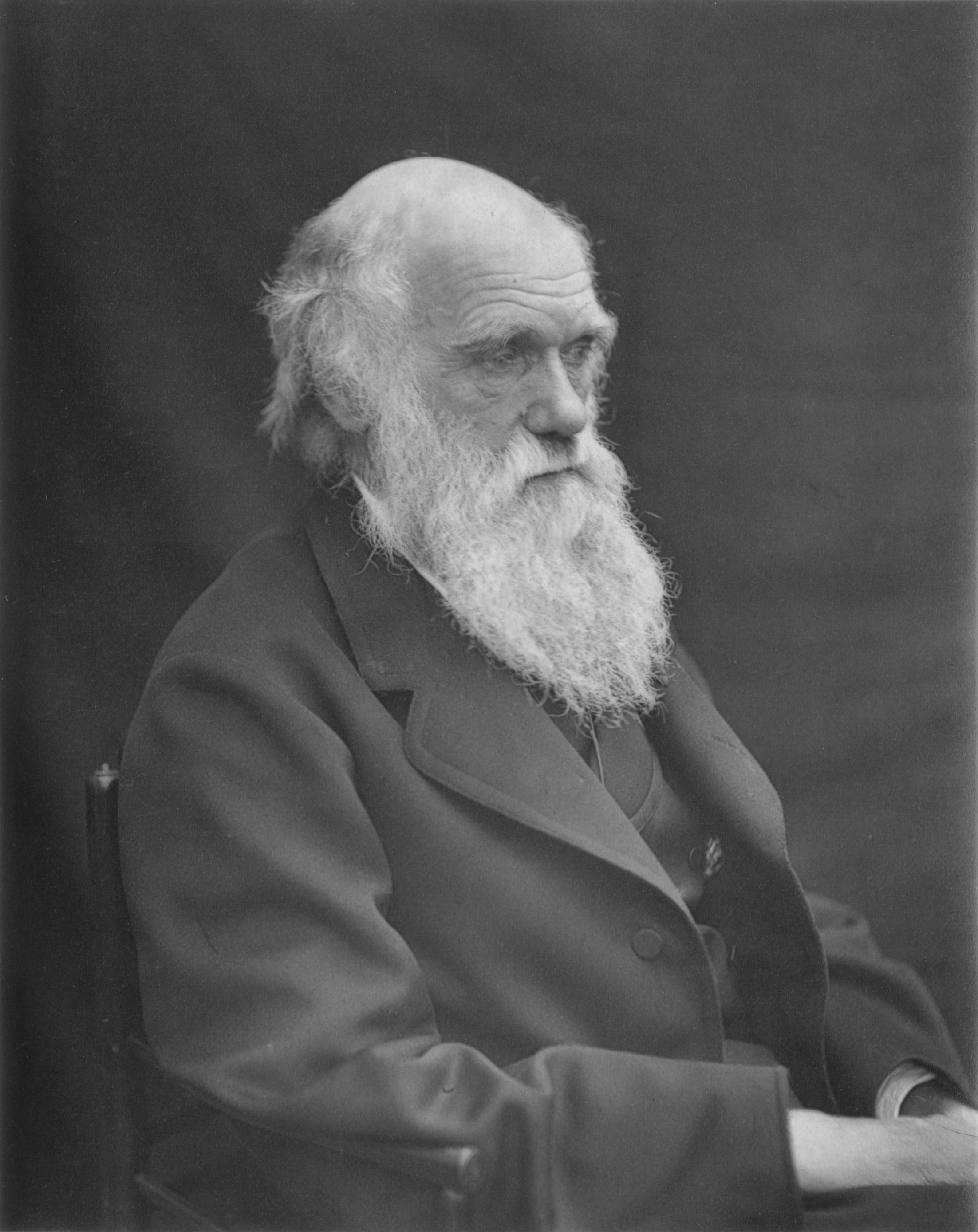
من عام 1878، عانى داروين على نحو متزايد من المرض خلال سنواته المتبقية.

على الرغم من نوبات المرض المتكررة في آخر 22 سنة من حياة داروين، إلا أنه تابع العمل بعد أن نشر كتابه أصل الأنواع كنظرية مجردة في البداية. أصرّ على التجربة والبحث في كتابه «الكتاب الكبير» وتناول أصل الإنسان من الحيوانات في وقت أبكر بما في ذلك تطور المجتمع وقدراته العقلية، وكذلك شرح جمال التصميم في الحياة البرية والتنويع في دراسات النبات المبتكرة. الاستفسارات حول تلقيح الحشرات أدت في عام 1861 م إلى ظهور دراسات حول تكيف الأزهار في الحقول البرية لاجتذاب نوع معين من الحشرات «العث» لكل فصيلة مما يؤدي لضمان إنتاج السماد. وفي سنة 1862 قدم في كتابه «تسميد البساتين» ولأول مره عرض واضح ومفصل لقوة الانتقاء الطبيعي وهذا بدوره يلقي الضوء على العلاقات الايكولوجية /البيئية المعقدة ويشرحها، مما يجعل التنبؤات قابلة للتجريب. وفيما كانت صحة داروين آيلة للضعف، لاذ إلى فراش المرض في غرفة مليئة بالتجارب المبتكرة لتتبع حركة النباتات المتسلقة. زار دارون الكثير من المعجبين بنظريته منهم ارنست هينكل، وقد كان من الأنصار المتحمسين للنظرية الداروينية مدمجة مع الاماركية ومثالية غوته. وظل والس داعماً على الرغم من تحوله المتزايد وميوله نحو الروحانية.

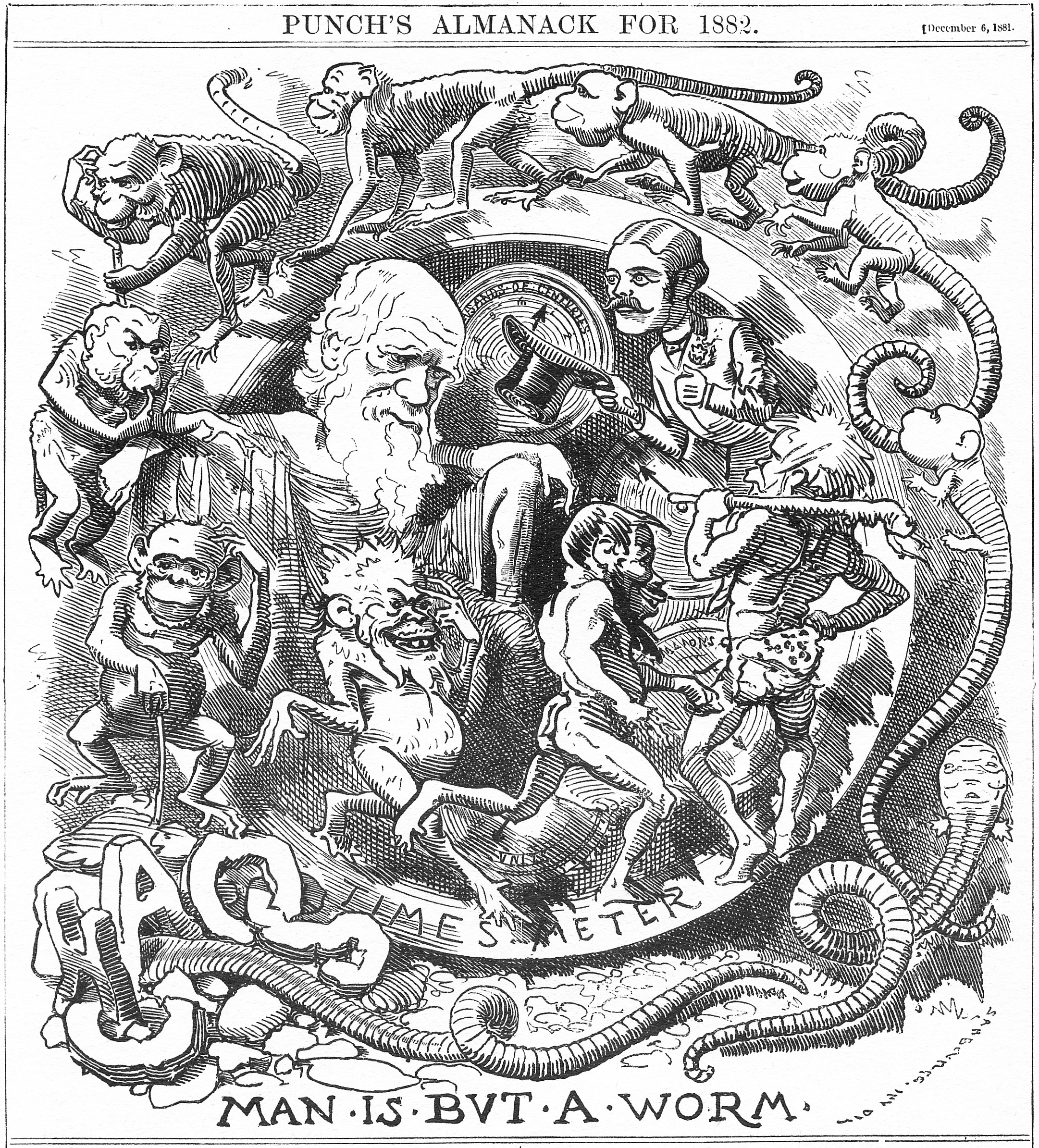
تم نشر تقويم مجلة بانش لعام 1882 ، الذي نُشر قبل وقت قصير من وفاة داروين ، وهو يصوره وسط التطور من الفوضى إلى الرجل الفيكتوري النبيل بعنوان «ما هوَ الإنْسَانُ ألا دودةَ»

تنوع الحيوانات والنباتات تحت التدجين عام 1868م كان الجزء الأول من «الكتاب الكبير» لداروين، وتضمن فرضياته غير الناجحة لشمولية الخلق محاولاً شرح الوراثة. في البداية بِيعَ الكتاب بسرعة على الرغم من حجمه الكبير، وتُرجم للعديد من اللغات. كتب داروين كثيراً عن اللانتقاء الطبيعي في الجزء الثاني من الكتاب ولكنه لم ينشر أثناء حياته.
قام «لايل» مسبقاً بتشعيب تاريخ ما قبل الإنسان، وقد بين «هكسلي» تشريحياً أن البشر قرود. مع نشر «انحدار الرجل، وعلاقة الانتقاء بالجنس» عام 1871م، وضع داروين أدلة اعتمد فيها على كثير من المصادر أن البشر حيوانات، حيث أظهروا استمرارية في الصفات الجسدية والدماغية، واستعرض داروين الانتقاء الجنسي ليشرح الأجزاء غير العملية كريش الطاووس، وتطور الثقافة لدى البشر، والفروق بين الأجناس، والصفات العرقية الجسدية والحضارية، مع التركيز على أن البشر جميعهم فصيلة واحدة. إن شرحه باستخدام الصور قد وسع في كتابه «تعبير المشاعر في الإنسان والحيوان» عام 1872م، أحد أول كتبه التي احتوت على صور مطبوعة، وقد ناقش تطور علم النفس لدى الإنسان واستمراريته لتصرف الحيوانات. كَلا الكتابين أثبتا شعبية جارفة، وأُعجب داروين بالموافقة العامة لآرائه، مبينا أن «الكل يتحدث عن ذلك دون انصدام.» استنتاجه كانː
تجاربه المرتبطة بالتطور وتحقيقاته أثمرت عن كتب «النباتات الحشرات-الحمية»، «تأثير التخصيب الذاتي واللاذاتي في مملكة الخضار» -وهي الأشكال المختلفة لزهور النبتة نفسها ضمن نفس الفصيلة و«قوة الحركة في النباتات». في كتابه الأخير عاد داروين لـ «تكون قالب الخضار عبر أفعال الديدان».

### الوفاة والجنازة

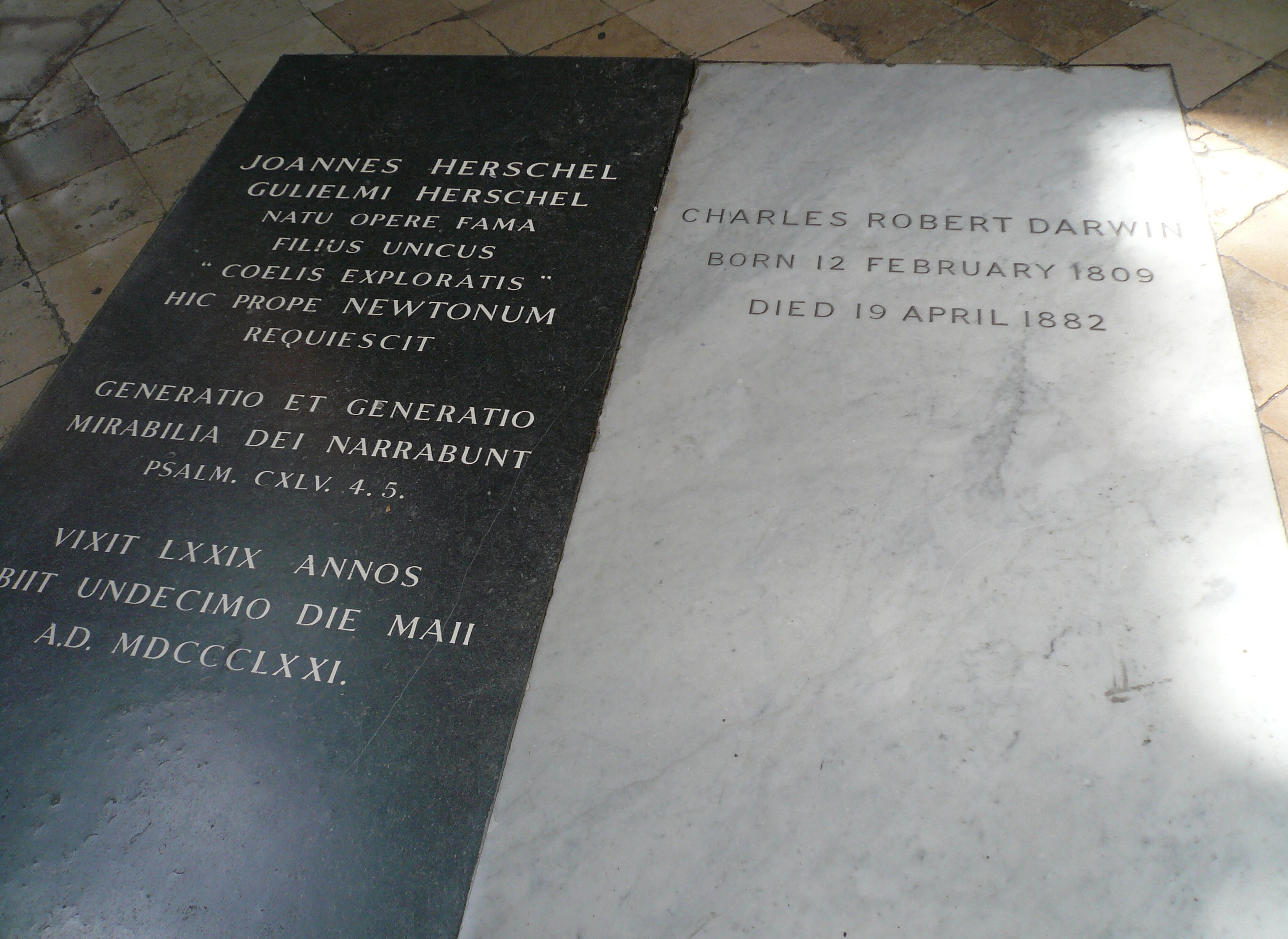
القبور المجاورة لجون هيرشل وتشارلز داروين في صحن دير وستمنستر ، لندن.

في عام 1882 م تم تشخيصه بما يعرف بـ «الذبحة الصدرية» والتي أدت إلى تجلط الأوعية القلبية ومرض في القلب. وعند الوفاة شخصه الطبيب بـ «ذبحة صدرية مفاجئة وفشل قلبي»  تم التكهن بأن داروين ربما يكون قد عانى من مرض شاغاس المزمن. تستند هذه التكهنات إلى إدخال في إحدى المجلات كتبه داروين ، واصفًا أنه تعرض للعض من قبل «حشرة التقبيل» في مندوزا، الأرجنتين، في عام 1835 ؛ واستنادًا إلى مجموعة من الأعراض السريرية التي أظهرها ، بما في ذلك أمراض القلب وهي السمة المميزة لمرض شاغاس المزمن. من المحتمل أن يكون نبش جثة داروين ضروريًا لتحديد حالة العدوى بشكل نهائي عن طريق الكشف عن الحمض النووي للطفيلي المصاب ، تريبانوسوما كروزية، الذي يسبب مرض شاغاس.
توفي دارون في 17 من أبريل عام 1882 م في منزله وقد كانت أخر كلماته لأسرته مخبراً إيما «أنا لست خائفاً من الموت - متذكراً كم كنتِ زوجة جيدة لي - أخبري كل أولادي أن يتذكروا كم كانوا جيدين معي» وبينما كانت ترتاح أخبر هرنيتا وفرنسيس مكرراً «من الجيد حين يكون المرء مريضاً أن تتم رعياته من قِبلك» كان من المتوقع أن يدفن في مقبرة كنيسة سانت ماري في دون، ولكن بطلب من زملائه بعد الدعاوي الجماهيرية والبرلمانية، نظم وليام سبوتسوود (رئيس الجمعية الملكية) لداروين أن يدفن في مقبرة وستمنستر بجانب جون هرشل وإسحاق نيوتن.

## الأطفال

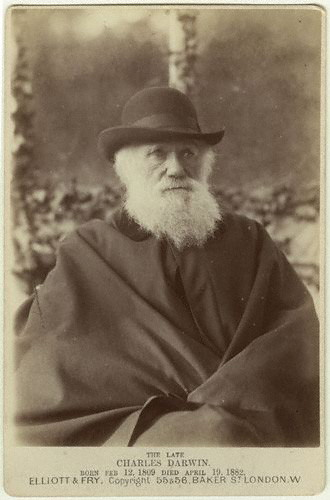
دارون يوم 29 نوفمبر من عام 1881، قبل ما يقارب ست أشهر من وفاته.

كان لدى داروين 10 أطفال توفي اثنان منهم في طفولتهم، أحدهما آني توفيت بعمر العاشرة والتي كان لوفاتها أثر مدمر على والديها. كان تشارلز والداً مخلصاً ومتيقظاً بشكل غير اعتيادي لأطفاله وكان كلما مرض أحد أطفاله يخشى عليهم من الأمراض الوراثية الناجمة عن زواج الأقارب وذلك لقرابته بـزوجته وابنة عمه «ايما ويدجود». وقد اختبر هذا الموضوع في كتاباته مقارناً بالمزايا من التزاوج بين العديد من الكائنات الحية. ورغم مخاوفه فلقد كان لأولاده ولأحفاده مجالات عمل متميزة. ومن أبنائه الذين ظلوا على قيد الحياة، جورج وفرانسيس وهوراس والذين انخرطوا في المجتمع الملكي، وقد تبوءوا مكانة مرموقة محترمة بصفتهم فلكياً، وعالماً نباتياً، ومهندساً مدنياً على الترتيب. أما ابنه ليونارد فقد مضى في مسيرته ليصبح مجنداً عسكرياً ورجل سياسة واقتصاد ومختصاً في مجال تحسين النسل كما عرف بكونه معلماً لعالم الإحصاء والأحياء التطوري رونالد فيشر.

### أبناؤه وبناته
- وليام اراسموس داروين. وُلد في 27 كانون الأول عام 1839 - وتوفي في 8 أيلول عام 1914.
- آن إليزابيث داروين. وُلدت في 2 آذار عام 1841 - وتوفت 23 نيسان عام 1851.
- ماري إليانور وُلدت 23 أيلول عام 1842 - وتوفت 16 تشرين الأول عام 1842.
- هنريتا إيما داروين. وُلدت 25 أيلول عام 1843 - وتوفت 17 كانون الأول عام 1927.
- جورج هوارد داروين. وُلد 9 تموز عام 1845 - وتوفي 7 كانون الأول عام 1912.
- إليزابيث داروين. وُلدت 8 تموز عام 1847 - وتوفت 8 حزيران عام 1926.
- فرانسيس داروين. وُلد 16 آب عام 1848 - وتوفي 19 أيلول عام 1925.
- ليونارد داروين. وُلد 15 كانون الثاني عام 1850 - وتوفي 26 آذار عام 1943.
- هوراس داروين. وُلد 13 أيار عام 1851 - وتوفي 29 أيلول عام 1928.
- تشارلز داروين. وُلد 6 كانون الأول عام 1856 - وتوفي 28 حزيران 1858.

## رؤى وأفكار

### الرؤى الدينية

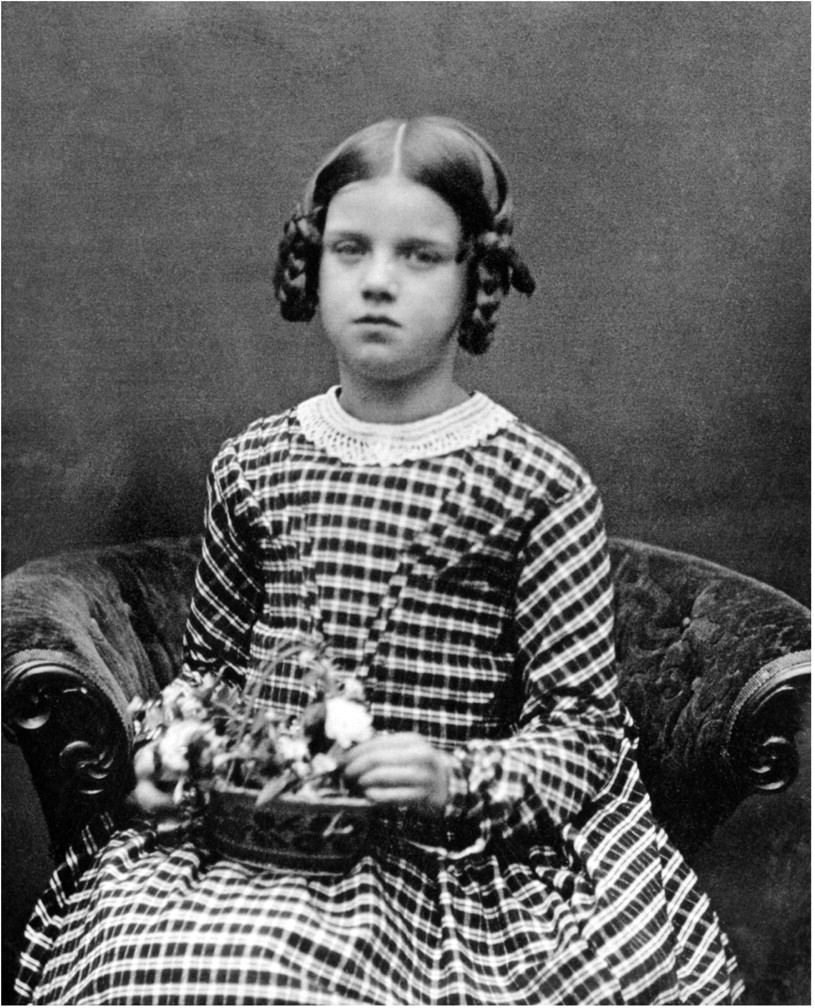
في عام 1851 تحطم داروين من وفاة ابنته آني، بحلول ذلك الوقت كان إيمانه في المسيحية يتضاءل وقد توقف عن الذهاب إلى الكنيسة.

إرث عائلة داروين ينحدر من طائفة المعتزلة التوحيدية، بينما كان والده وجده من المفكرين التحرريين، وقد عُمِّد وتلقى تعليمه في كنيسة إنجلترا. عندما ذهب للدراسة في جامعة كامبردج ليصبح رجل دين أنجليكي لم يكن مشككاً في الحقيقة الحَرفية للإنجيل. وقد درس علم اللاهوت الطبيعي على غرار العالمين جون هيرشيل ووليام بيلي، وهو علم يبحث تفاسير الإنجيل عبر القوانين الطبيعية بدلاً من الخوارق. ويرى في تكيف الأنواع دليلاً على التصميم. على متن سفينة البيغل، كان تدينه تقليدياً وكان يعتبر الإنجيلَ سُلطةً نافذةً في الفضائل. وقد عكف على البحث عن «مراكز الخلق» لتفسير التوزيع، كما ربط بين حشرة ليثِ عِفِرِّين وُجِدت بقرب حيوانات الكنغر بـ «فترات خليقة» واضحة المعالم. عند عودته كان ناقداً للإنجيل كتاريخ، ومتسائلاً لمَ لمْ تكن كل الأديان صالحةً سواءً بسواء. في السنوات القليلة اللاحقة، بينما كان ممعناً النظر في علم الجيولوجيا وتحول الأنواع بشكل مكثف، أسدى كثيراً من الاهتمام للدين وخاض نقاشاً عن ذلك بإفصاحٍ مع إيما، التي كانت - هي الأخرى - تحمل معتقدات نابعة من دراسة مكثفة وتساؤلات. ثيوديسيا بيلي وتوماس مالثوس بَررت الشرور كاعتبار المجاعة - على سبيل المثال - ناتجةً عن قوانين خالقٍ خَيِّرٍ وتنطوي على أثرٍ طيبٍ بالكُلية. بالنسبة لداروين، قدم الانتقاء الطبيعي جودة التكيف وأزاح الحاجة للتصميم. ولم يستطع أن يرى عمل الإله كلي القدرة في كل ذلك الألم والمعاناة كفعل حشرة الزنبور النمسي حين تشل حركة اليرقات لتوفر غذاءً حياً لبيوضها. ظلت رؤيته للأنظمة الحيوية أنها متكيفة تامة. وفي كتابه أصل الأنواع تجلتْ رؤاهُ اللاهوتية، فعلى الرغم من تصوره للدين كإستراتيجية بقاء قَبَلية، إلا أن داروين كان متردداً للتخلي عن فكرةِ أن الرب هو واهبُ القوانين المطلق. وقد كانت مشكلة الشر تزعجه على نحوٍ متزايد. لعب داروين وصديقه المقرب جون إنز، الكاهن في كنيسة داون، دوراً مؤثراً في مجتمع الكنيسة، لكن بحلول عام 1849م علق داروين على ذهاب أفراد أسرته إلى الكنيسة أيام الأحد بقوله«إنه من العبث الشك في قدرة الإنسان على الجمع بين الإيمان بالله ونظرية التطور في نفس الوقت». على الرغم من تحفظه عندما يتعلق الأمر بنشر آرائه الدينية، كتب داروين في عام 1879م، «لم أنكر أبداً فكرة وجود إله لهذا الكون، لكن اعتقد بأن مصطلح»اللاديني «كفيل بوصف ما أعتقد حالياً». في عام 1915م، نُشر في كتاب (حكاية السيدة مع الأمل) بأن داروين عاد للمسيحية في أيام مرضه، والذي أكده أبناؤه وكذّبه المؤرخون.

### المجتمع البشري

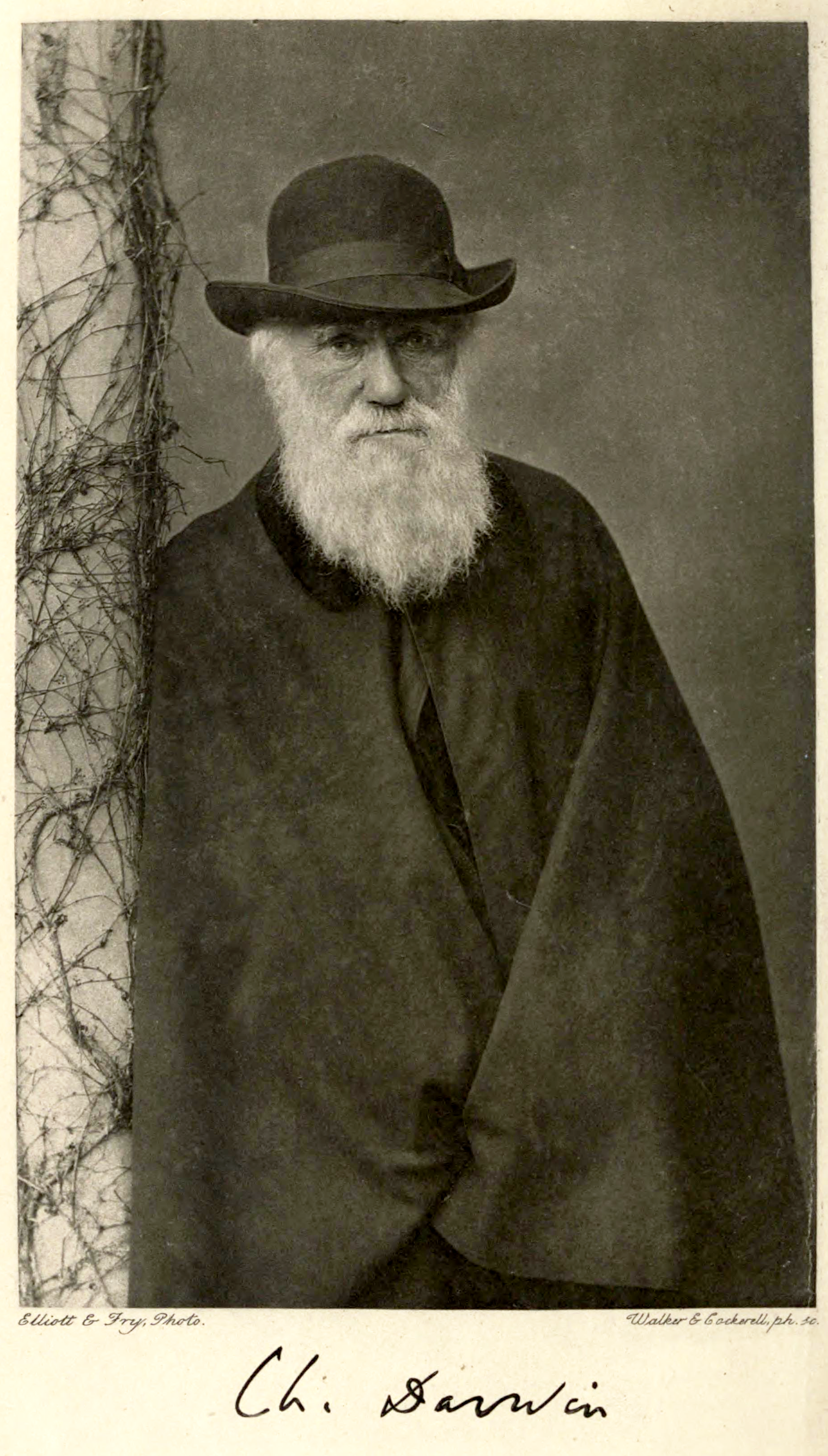
داروين عام 1881 من كتاب «تشارلز داروين» المنشور عام 1908 ، والذي تم تحريره من قبل ابنه فرانسيس داروين.

تعكس آراء داروين حول القضايا الاجتماعية والسياسية وقته ومكانته الاجتماعية. نشأ في عائلة من الإصلاحيين اليمنيين الذين دعموا ، مثل عمه يوشيا ويدجوود، الإصلاح الانتخابي وتحرير العبيد. كان داروين يعارض العبودية بشدة ، بينما لا يرى أي مشكلة في ظروف عمل عمال المصانع الإنجليز أو الخدم. عززت دروس التحنيط التي قدمها في عام 1826 من العبد المحرّر جون إدمونستون ، والذي كان يتذكره منذ فترة طويلة بأنه «رجل لطيف للغاية وذكي»، إيمانه بأن السود يتشاركون في نفس المشاعر ، ويمكن أن يكونوا أذكياء مثل الأشخاص من الأعراق الأخرى. اتخذ نفس الموقف تجاه السكان الأصليين الذين التقى بهم في رحلة بيجل. لم تكن هذه المواقف غريبة في بريطانيا في عشرينيات القرن التاسع عشر، بقدر ما صدمت الأمريكيين الزائرين. بدأ المجتمع البريطاني في تصور الاختلافات العرقية بشكل أكثر وضوحًا في منتصف القرن ، لكن داروين ظل بقوة ضد العبودية، وضد «تصنيف ما يسمى بأجناس الإنسان كأنواع متميزة»، وضد سوء معاملة السكان الأصليين.[VI] تَفاعُل داروين مع شعب الياغان خلال الرحلة الثانية على سفينة البيجل كان له تأثير عميق على نظرته إلى الشعوب الأصلية. عند وصوله إلى تييرا ديل فويغو، قدم وصفًا ملونًا لـ «متوحشي الفوجيون». تغير هذا الرأي عندما تعرف على شعب الياغان بمزيد من التفصيل. استنتج داروين من خلال دراسة شعب الياغان أن عددًا من المشاعر الأساسية للمجموعات البشرية المختلفة كانت متماثلة وأن القدرات العقلية كانت تقريبًا مماثلة للأوروبيين. بينما كان داروين مهتمًا بثقافة شعب الياغان، فقد فشل في تقدير معرفته البيئية العميقة وعلم الكونيات المفصل حتى خمسينيات القرن التاسع عشر عندما قام بفحص قاموس شعب الياغان بتفاصيل 32000 كلمة. لقد رأى أن الاستعمار الأوروبي سيؤدي غالبًا إلى انقراض الحضارات الأصلية ، و «حاول دمج الاستعمار في تاريخ تطوري للحضارة مشابه للتاريخ الطبيعي».
أعتقدَ دارون أن تفوق الرجال على النساء كان نتيجة الانتقاء الجنسي، وهو رأي عارضته أنطوانيت براون بلاكويل في كتابها (الجنسين عبر الطبيعة) عام 1875.
عارض داروين نظرية قريبه فرانس جالتون، والتي نشرها عام 1805م بأن التحليل الإحصائي للوراثة أظهر بأن السلوكيات الأخلاقية والعقلية ومبادئ التناسل لدى الكائنات الحية ممكن توارثها. وقد ذكر داروين في كتابه (السلالة البشرية) بأن مساعدة المغلوبين على أمرهم للتكاثر يمكن له أن يقلل من فوائد الانتقاء الطبيعي. ولكن حذر في الوقت ذاته بعدم منع هذه المساعدة التي ستؤدي إلي خسارة غريزة العطف «الجانب الأسمى للطبيعة البشرية» مع التشديد على الاهتمام بالتعليم لأهميته. وقد أكد جالتون بأن نشر البحث المذكور سوف يشجع على التزاوج من نفس القبيلة التي يتمتع أفرادها «بموهبة فطرية». توقع داروين بعض المشاكل التطبيقية بقوله«هو أمر حتمي، على الرغم من ذلك أعلن تحفظي بخصوص الطريقة المثالية لتطوير الجنس البشري». وشدد على نشر الوعي بين الناس بأهمية الوراثة وترك القرار لهم. أطلق فرانس جالتون على هذا المجال من الدراسة «تحسين النسل» في عام 1883. بعد وفاة داروين ، تم الاستشهاد بنظرياته لتعزيز سياسات تحسين النسل. [V]

## الحركات الاجتماعية التطورية

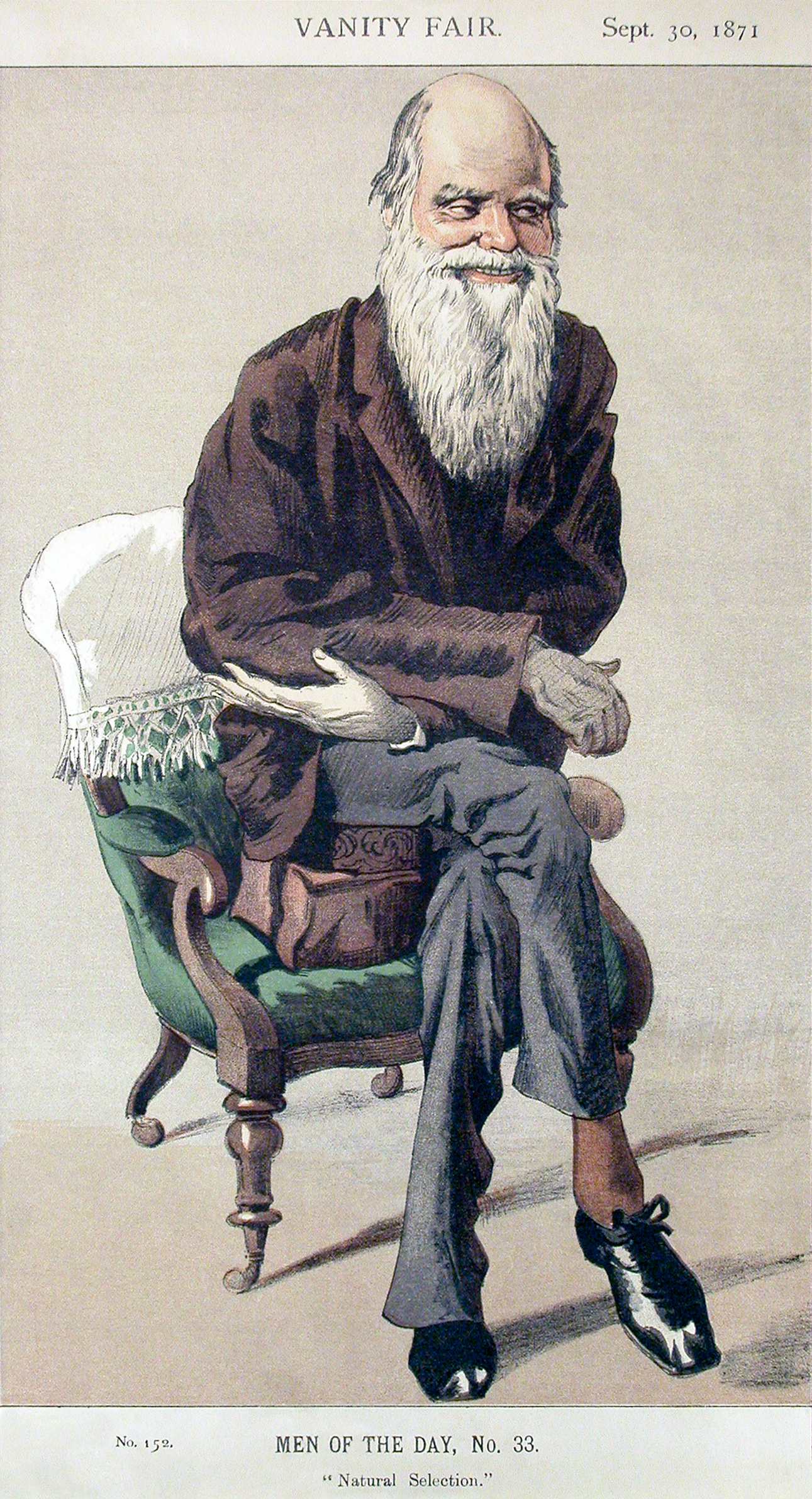
كاريكتر في عام 1871، نشرت في مجلة فانيتي فير.

أدت شهرة وشعبية داروين إلى ارتباط اسمه بالأفكار والحركات التي ليست لها علاقة وثيقة بكتاباته، وأحيانا ناقضت آرائه بشكل مباشر. كان توماس مالثوس قد جادل قائلاً بأن الرب جعل النمو السكاني يتجاوز الموارد لحث البشر على العمل المثمر وتنظيم النسل. وكانت تستخدم هذه النظرية في نهاية الثمانينات من القرن الماضي لتبرير الإصلاحات الاقتصادية وسياسات عدم التدخل. نظرية التطور أصبحت تُرى بعد ذلك على أن لها تأثير على المجتمع. كتاب هيربرت سبينسر الإحصائيات الاجتماعية القائمة على حرية الإنسان والحريات الفردية على النظرية التطورية للامارك.

وبعد فترة وجيزة من نشر «أصل الانواع» في 1859 م، سخر النقاد من وصفه الصراع للبقاء كتبرير مالثوسي للصناعة الرأسمالية الإنجليزية في ذلك الوقت. مصطلح «الداروينية» استخدم للأراء التطورية للآخرى ومن ضمنهم مبدأ سبينسر «البقاء للأصلح» كتطور للفكر الحر ، وعنصرية ارنست هكل وآرائه عن تطور الإنسان. استخدم الكًتاب فكرة الانتقاء الطبيعي كحجة للأيديولوجيات المختلفة، والتي كانت غالبا متناقضة، مثل سياسة عدم التدخل «كلب يأكل كلب» الرأسمالية، العنصرية، الاستعمارية والامبريالية، ومع ذلك تضمنت وجهة نظر داروين الكلية للطبيعة «اعتماد وجود أحدهما على الآخر»، وبالتالي يشدد دعاة السلام والاشتراكيين والإصلاحيين الاجتماعيين التحرريين والفوضويين مثل بيتر كروبوتكين على قيمة التعاون على النضال ضمن الأنواع. بينما أصر داروين على أن سياسة المجتمع لا يجب أن تتبع مفاهيم الصراع والانتقاء الطبيعي.

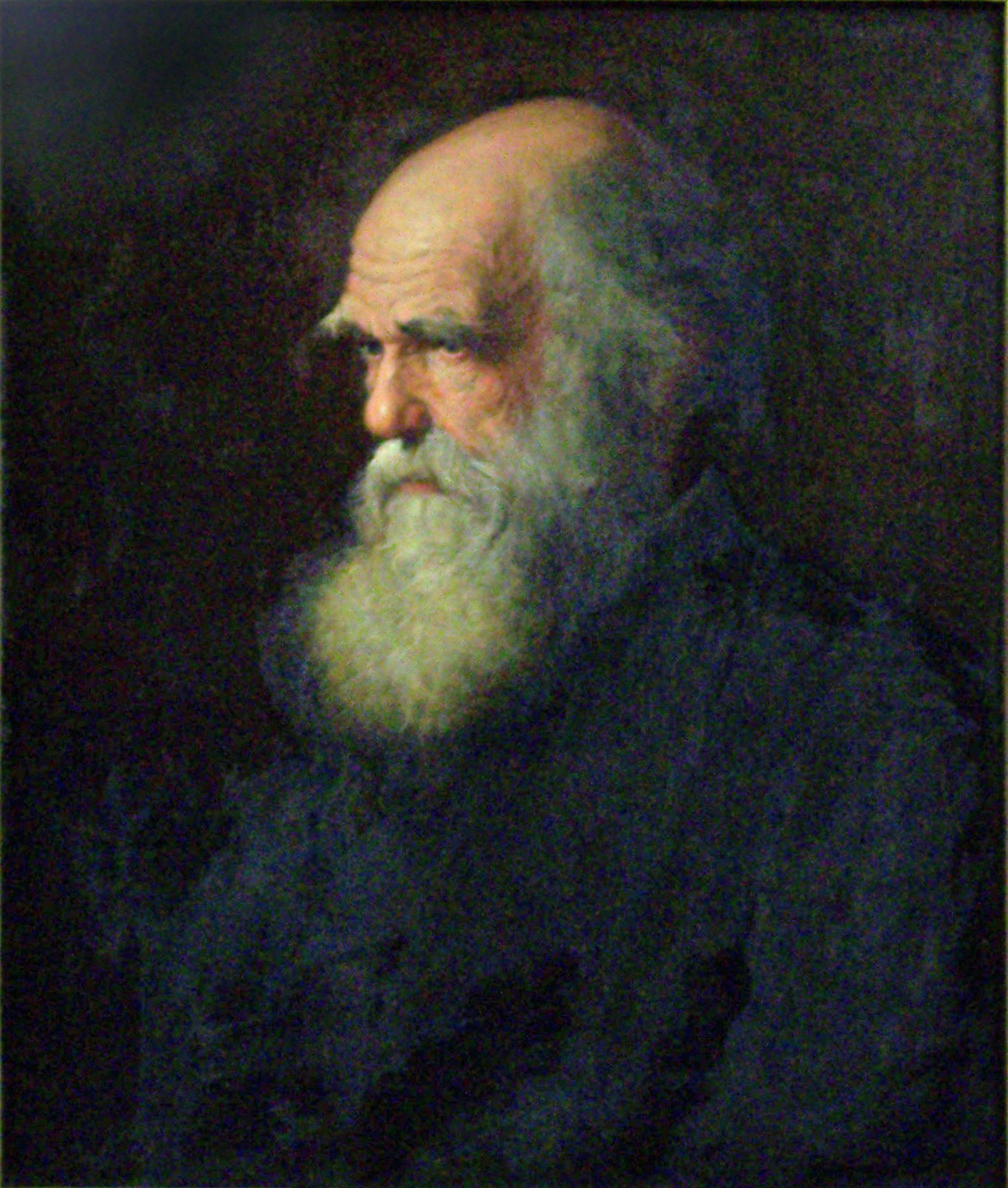
دارون بريشة والتر وليام اوليس 1875.

بعد الثمانينات من القرن التاسع عشر تطورت حركة تحسين النسل بناء على أفكار التوارث البيولوجي، وكتبرير علمي لأفكارهم نسبت بعضها للمفاهيم الداروينية. في بريطانيا، كان الغالبية يتشاركون آراء داروين الحذرة بشأن التحسين الاختياري ويسعون لتشجيع تلك الصفات الجيدة في تحسين النسل الإيجابي. خلال الكسوف الدارويني " قدمت الوراثة المندلية أسس علمية لتحسين النسل، وكان علم تحسين النسل السلبي لإزالة "المشوه" ذو شعبية في أمريكا وكندا وأستراليا، ووضعت مؤسسات تحسين النسل في الولايات المتحدة قوانين " التعقيم الإجباري"، وتبعتها عدة بلدان أخرى، وفي وقت لاحق أصبح لمجال تحسين النسل سمعة بفضل النازية. وقد استخدم مصطلح "الداروينية الاجتماعية" بشكل نادر منذ 1890 م، ثم أصبح مصطلحاً ذا شعبية في الأربعينات 1940 م. وعندما استخدمه ريتشارد هوفستاتر للهجوم على " سياسة عدم التدخل" لمن هم من أمثال وليام غراهام سمنر والذين عارضوا الإصلاح والاشتراكية. ومنذ ذلك الحين تم استخدامه كمصطلح للإساءة لكل من يعارض ما يُعتقد بأنه عاقبة أخلاقية للتطور.

## الأعمال

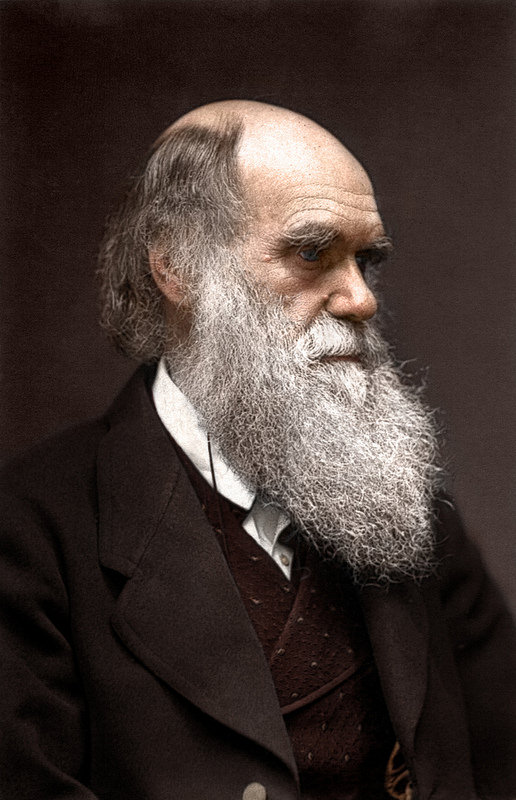
نسخة ملونة لصورة تشارلز داروين بواسطة إليوت وفراي من عام 1874.

كان داروين كاتباً غزير الإنتاج، حتى بدون نشر أعماله حول التطور سوف يظل داروين صاحب سمعة جيدة بوصفه كاتب (رحلة السفينة بيجل)، وبوصفه الجيولوجي الذي قام بالنشر بشكل واسع عن أمريكا الجنوبية والذي قام بحل لغز تشكل الجزر المرجانية، وبوصفه أيضاً عالم الأحياء الذي نشر العمل المكتمل بخصوص البرنقيل (وهو نوع من أنواع المحار). بينما يهيمن كتاب «حول أصل الأنواع» على تصورات عمله  لـ (نسب الإنسان) و (التعبير عن المشاعر في الإنسان والحيوان) كان لهما تأثير واضح وقوي، وكتبه عن النباتات والمشتمل على (قوة الحركة في النباتات) وهي دراسات مبتكرة ذات أهمية كبرى، كما كان أيضا عمله النهائي في (تكوين العفن النباتي من خلال عمل الديدان).

## الإرث

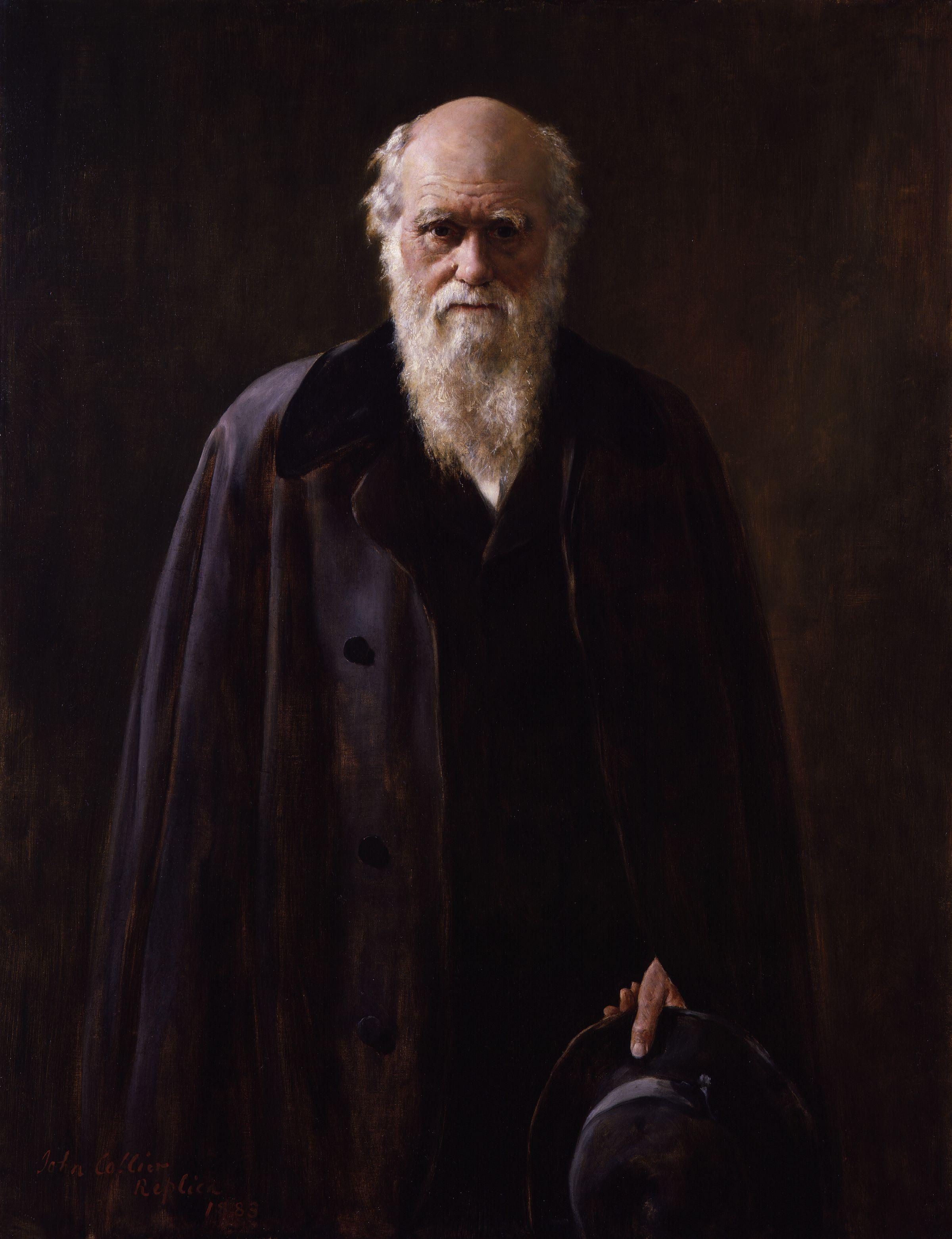
في عام 1881 كان داروين شخصية بارزة، لا يزال يعمل على إسهاماته في الفكر التطوري الذي كان له أثر كبير على العديد من مجالات العلوم.

بحلول وقت وفاته، أقنع داروين وزملاؤه معظم العلماء أنَّ التطور كنسب واحد مع وجود بعض الطفرات والتعديلات كان صحيحًا، وكان يُعتبر عالِمًا كبيرًا أحدث ثورة في الأفكار. كرِّم داروين في حزيران من عام 1909 من قبل أكثر من 400 مسؤول وعالم من جميع أنحاء العالم التقوا في جامعة كامبريدج للاحتفال بالذكرى المئوية له والذكرى السنوية الخمسين لكتاب أصل الأنواع على الرغم من أنَّ القليلين في ذلك الوقت وافقوا على رأيه بأن (الانتقاء الطبيعي كان الوسيلة الرئيسية لحدوث الطفرات ولكنه ليس الوسيلة الوحيدة). اقترح العلماء في بداية القرن العشرين - وهي فترة أُطلق عليها (مرحلة كسوف الداروينية) - آليات تطورية بديلة ومختلفة ولكن ثبُت أنه من المستحيل تبنيها أو الدفاع عنها. دمج رونالد فيشر (وهو عالم إحصاء إنجليزي) أخيرًا علم الوراثة المندلية مع الانتقاء الطبيعي في الفترة ما بين عامي 1918 وكتابه الذي صدر عام 1930 بعنوان النظرية الوراثية للانتقاء الطبيعي. أعطى النظرية قاعدة رياضية وحقق إجماعًا علميًا واسعًا على أن الانتقاء الطبيعي هو الآلية الأساسية للتطور، وبالتالي وضع الأساس لعلم الوراثة السكانية والاصطناع التطوري الحديث بمساعدة كل من جون هولدين وسيول رايت اللذان حددا الإطار المرجعي للنقاشات العلمية الحديثة وتنقيح النظرية.

### إحياء الذكرى

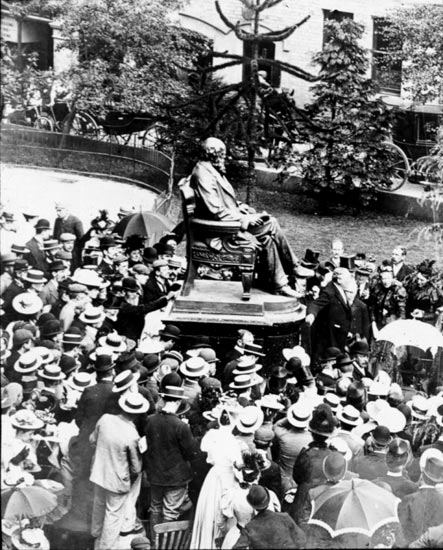
إزاحة الستار عن تمثال داروين خارج مبنى مدرسة شروزبري السابق عام 1897.

خلال فترة حياة داروين كثير من المعالم الجغرافية سميت باسمه. مساحة من الماء المجاورة لقناة بيجل سميت باسم دارويـن من قبل ريبورت فيتزوري بعد حراك داروين المشهور، جنباً إلى جنب مع اثنين أو ثلاثة من الرجال الذين أُنقذوا من انقطاع السبيل بهم قريباً من الشاطئ عندما أحدث الجليد المنهار موجة هائلة والتي قامت بجرف قواربهم. وجبل داروين القريب في جبال الأنديز سمي في مناسبة الاحتفال بمولد داروين الخامس والعشرون. وعندما كانت سفينة بيجل تمسح أستراليا في عام 1839 م أبصر صديق داروين جون لورت ستوكس ميناء طبيعي والذي قام قبطان السفينة ويكهام بتسميته بمنياء داروين. المستوطنة المجاورة سميت بداروين في عام 1911 م والتي أصبحت عاصمة الإقليم الشمالي في أستراليا.
حدد ستيفن هيرد (عالم احياء) 389 نوعًا من الكائنات التي سُمِّيَت على اسم داروين ، وهناك ما لا يقل عن 9 أجناس،  في أحد الأمثلة: مجموعة من طيور تانيجر المرتبطة بالتسميات الداروينية اكتشفت في جزيرة غالاباغوس والتي أصبحت تعرف بـ (طيور داروين) في عام 1947 م، عززت كثير من الأساطير غير الدقيقة حول اهتمام الناس بعمله. استمر الاحتفاء بعمل داروين من قبل عدد هائل من المنشورات والمناسبات.
احتفل المجتمع العلمي اللندني بإنجازات داروين عبر وسام داروين-ولاس منذ 1908 م. يوم داروين أصبح احتفالاً سنوياً، وفي عام 2009 نُظِمت فعاليات عالمية في الذكرى المئوية الثانية لمولد داروين والذكرى المائة وخمسون لنشر كتابه أصل الأنواع. تم الاحتفال بداروين في المملكة المتحدة وطبع بورتريه لصورته السلبية في عملة £10 جنب إلى جنب مع الطائر الطنان وسفينة بيجل، والتي صدرت من بنك إنجلترا. وكذلك يمكن مشاهدة تمثال جالس من الحجم الحقيقي لداروين في القاعة الرئيسية لمتحف التاريخ الطبيعي في لندن. وقد سميت كلية الدراسات العليا في جامعة كامبريدج بكلية داروين بعد حياة تشارلز داروين.

وفي فبراير 2024 واحتفالاً بالذكرى 215 لميلاده في 12 فبراير ولأول مرة منذ وفاته عام 1882، قام فريق من الباحثين من إعادة تجميع مكتبة العالم البريطاني تشارلز داروين افتراضياً لإتاحة العديد من النشرات والكتب والمجلات التي استشهد بها وقرأها عالم الطبيعة الشهير للجمهور، حيث أصدروا كتالوجاً مكوناً من 300 صفحة يجمع 7.400 عنوان أصلي و13 ألف مجلد كانوا مملوكين في الأصل لداروين ويتضمن الكتالوج 9.300 رابط  للنسخ من محتويات المكتبة المتوفرة مجاناً عبر الإنترنت.

أوسِمة
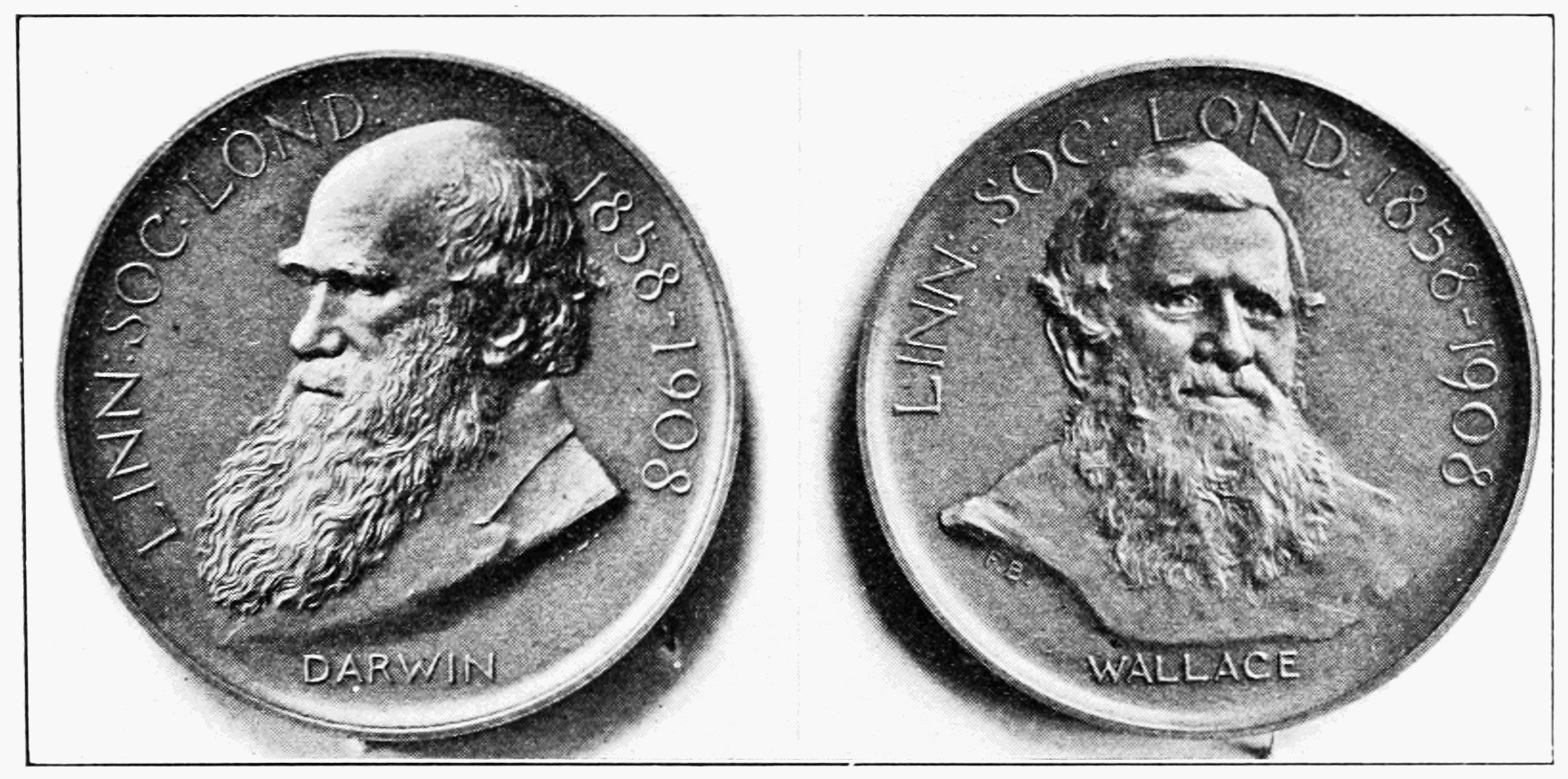
وسام داروين-ولاس الممنوح منذ 1908.
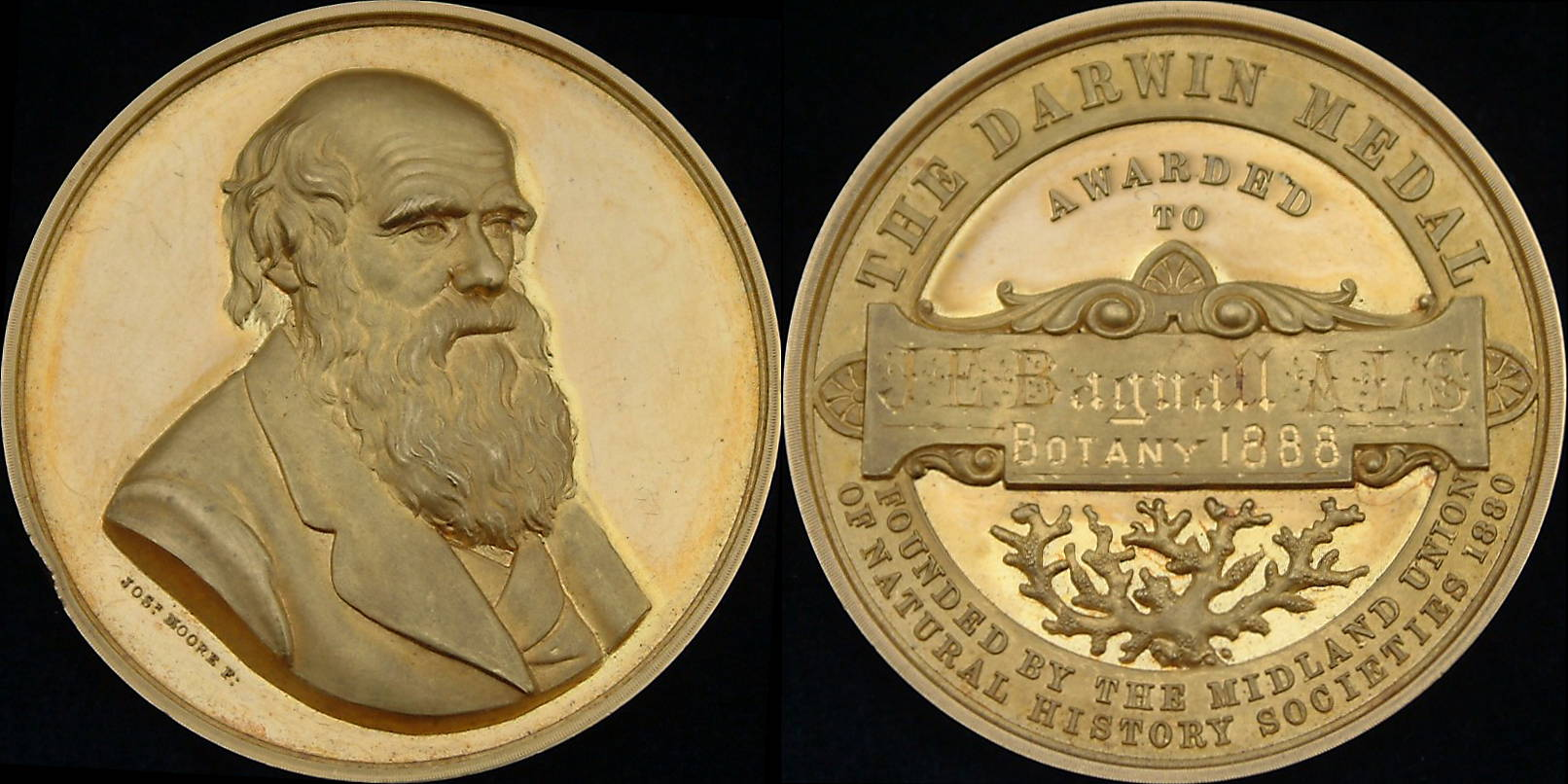
وسام داروين الممنوحة لجيمس يوستاس باجنال سنة 1888.

نُصب تذكارية.
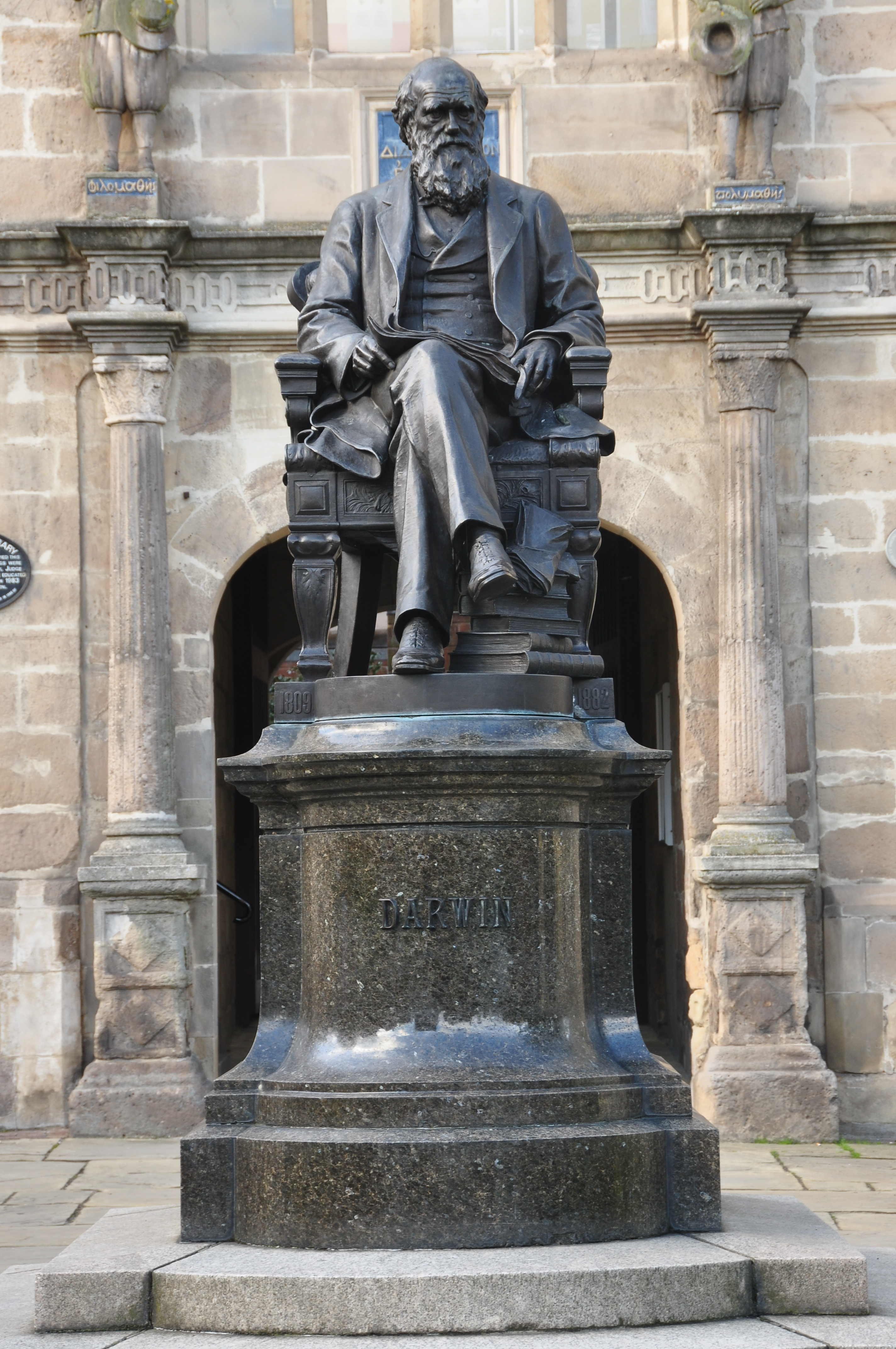
في مدرسة شروزبري.
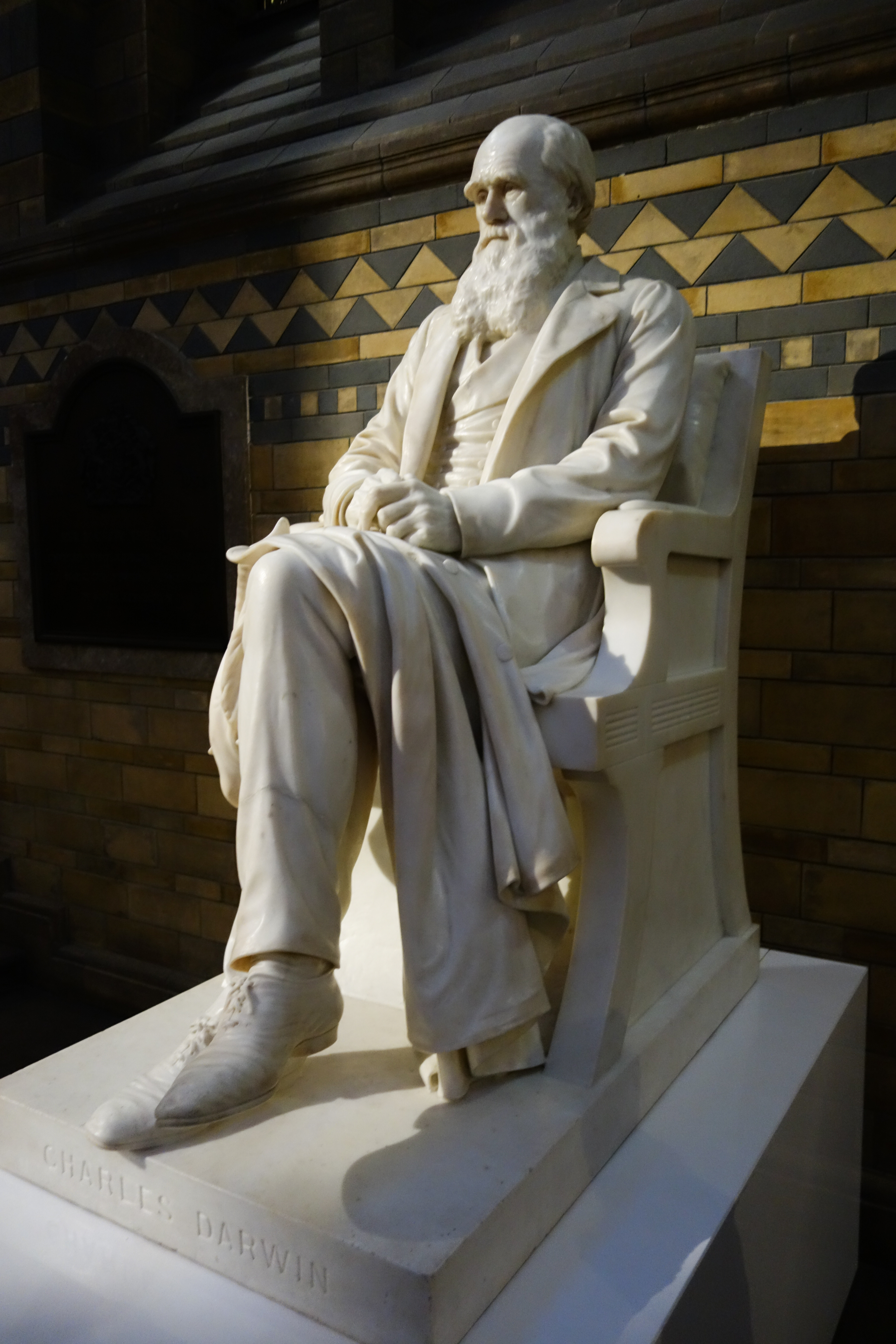
في متحف التاريخ الطبيعي في لندن,
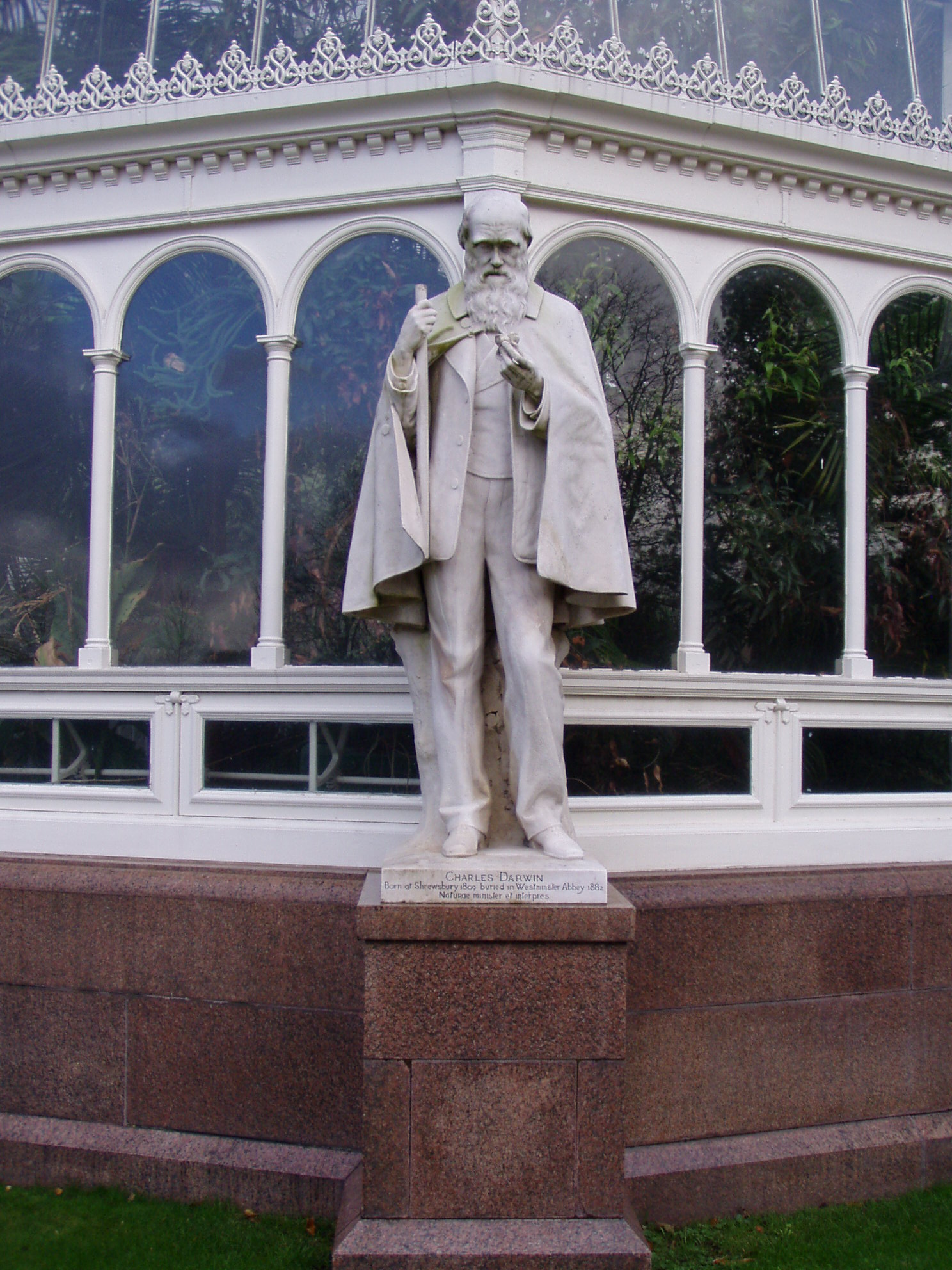
في ليفربول.
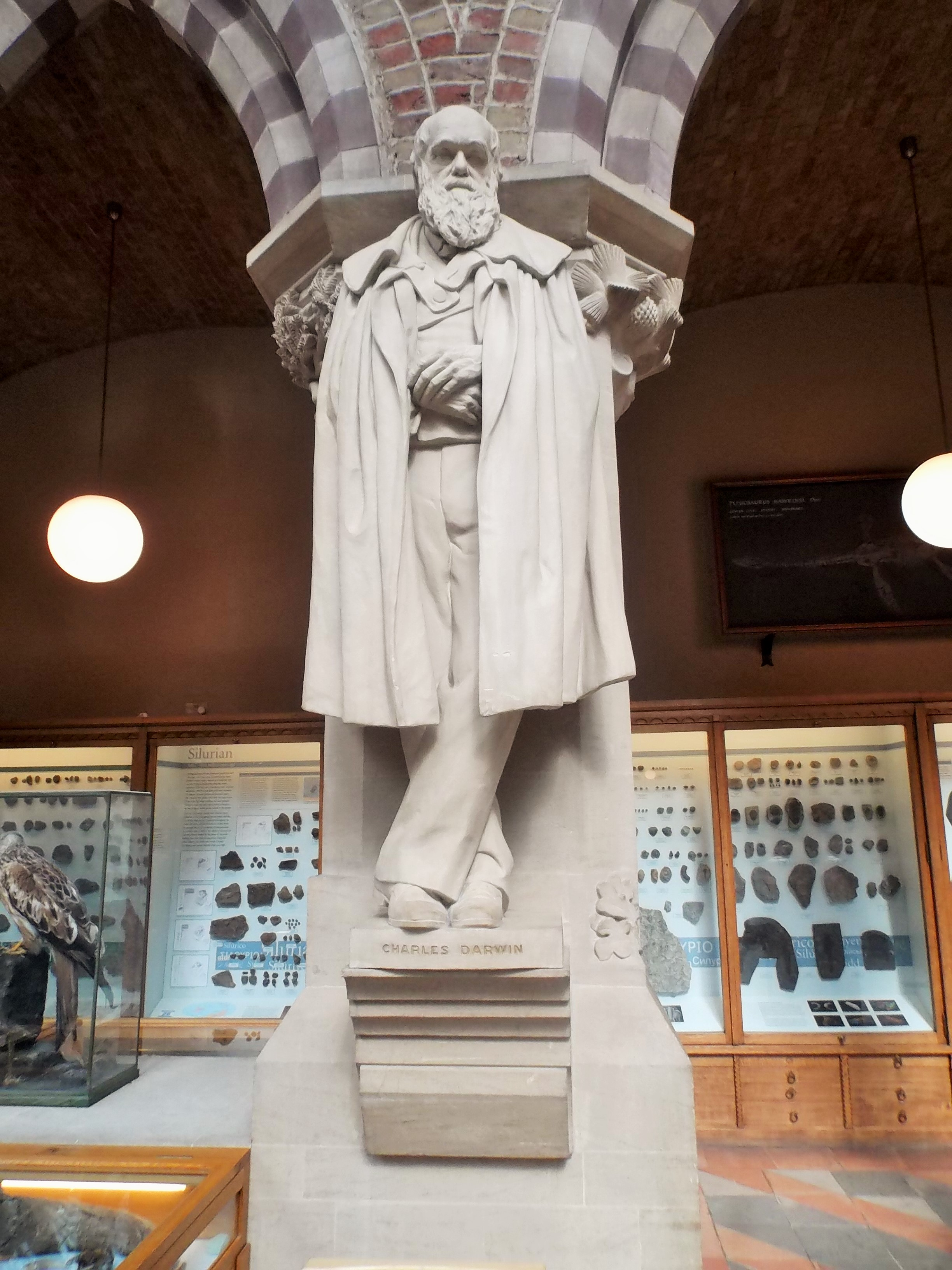
في متحف جامعة اوكسفورد.
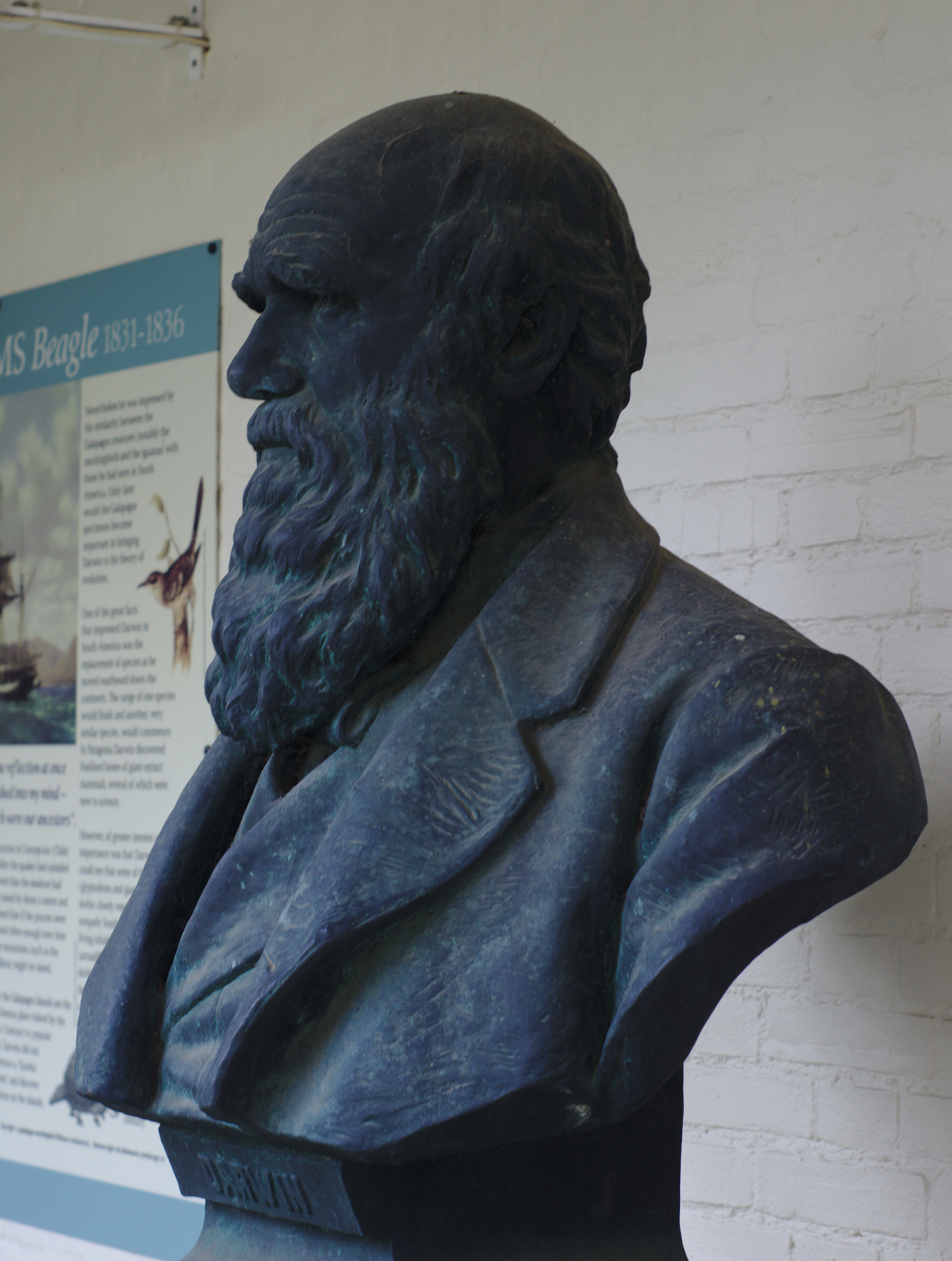
في جامعة كامبريدج.
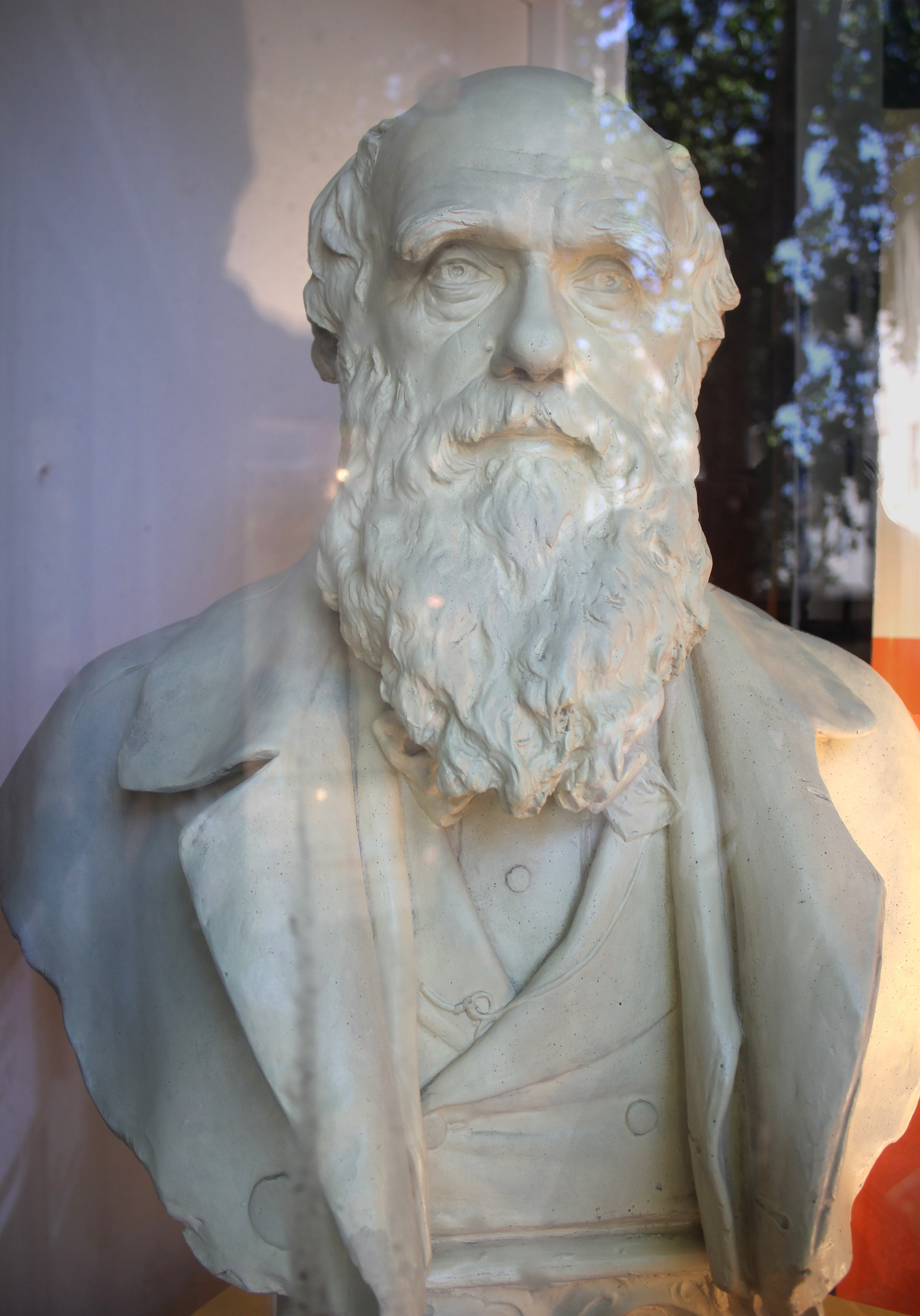
في لندن.
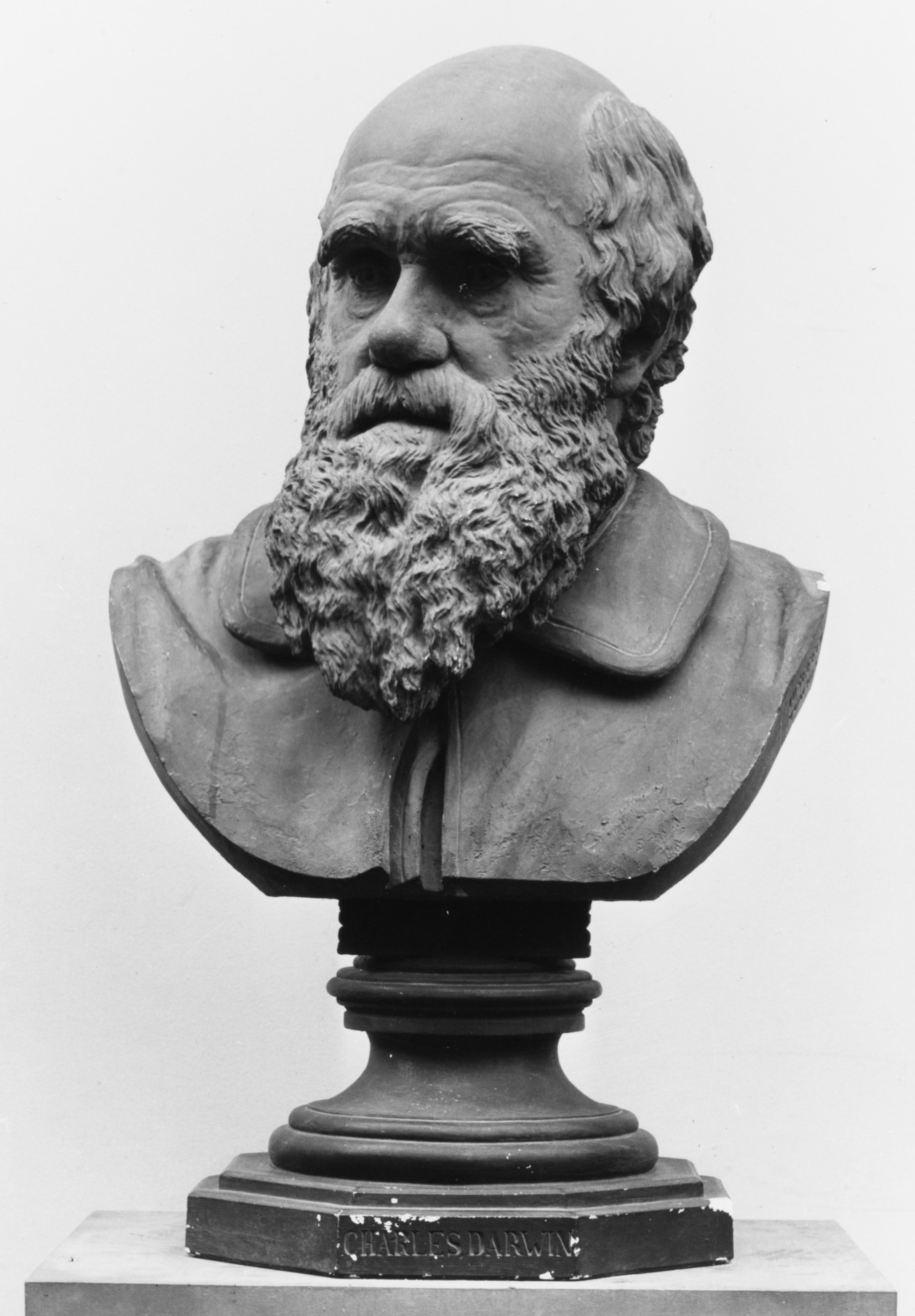
في متحف المتروبوليتان للفنون.
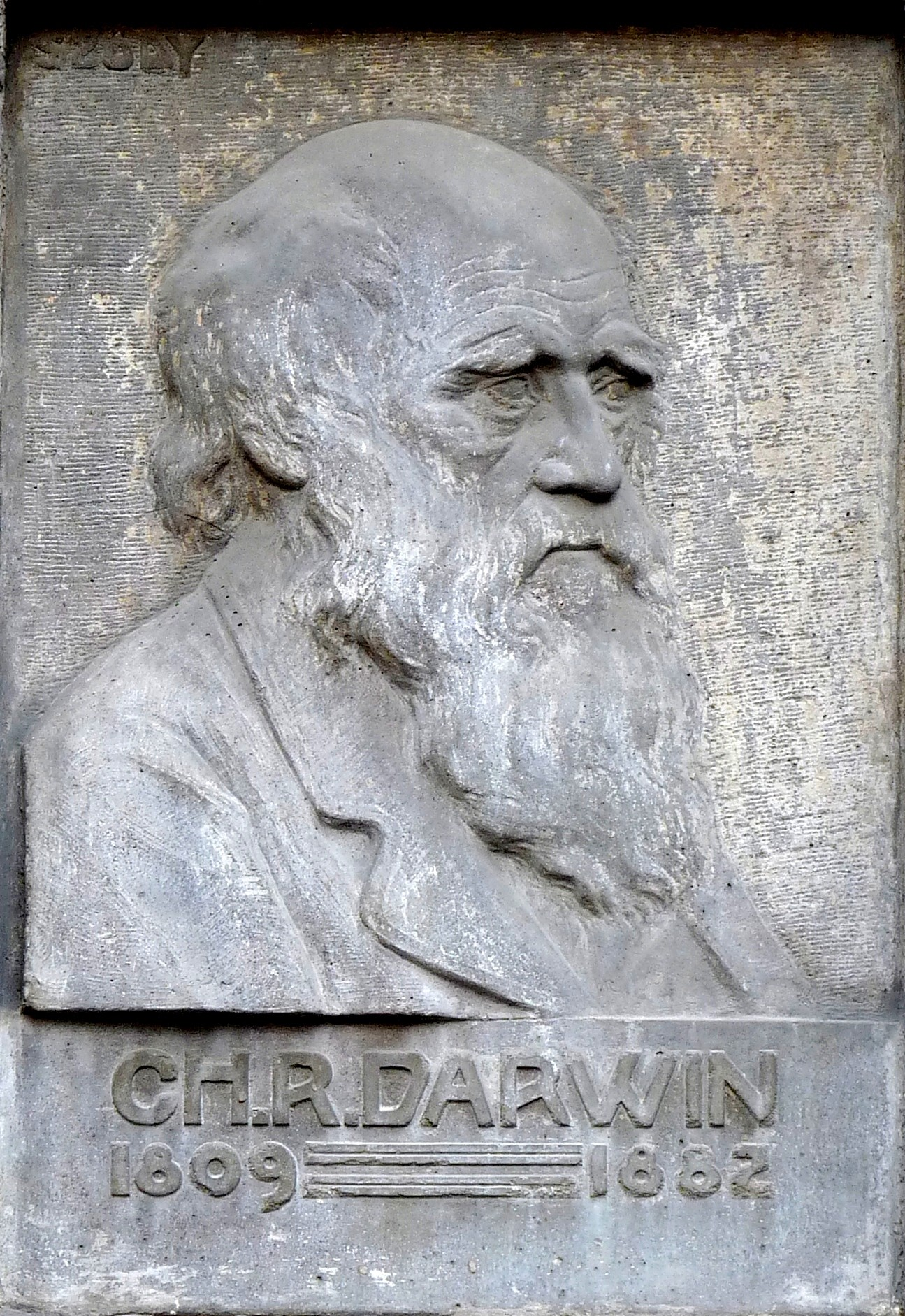
في الأكاديمية المجرية للعلوم.
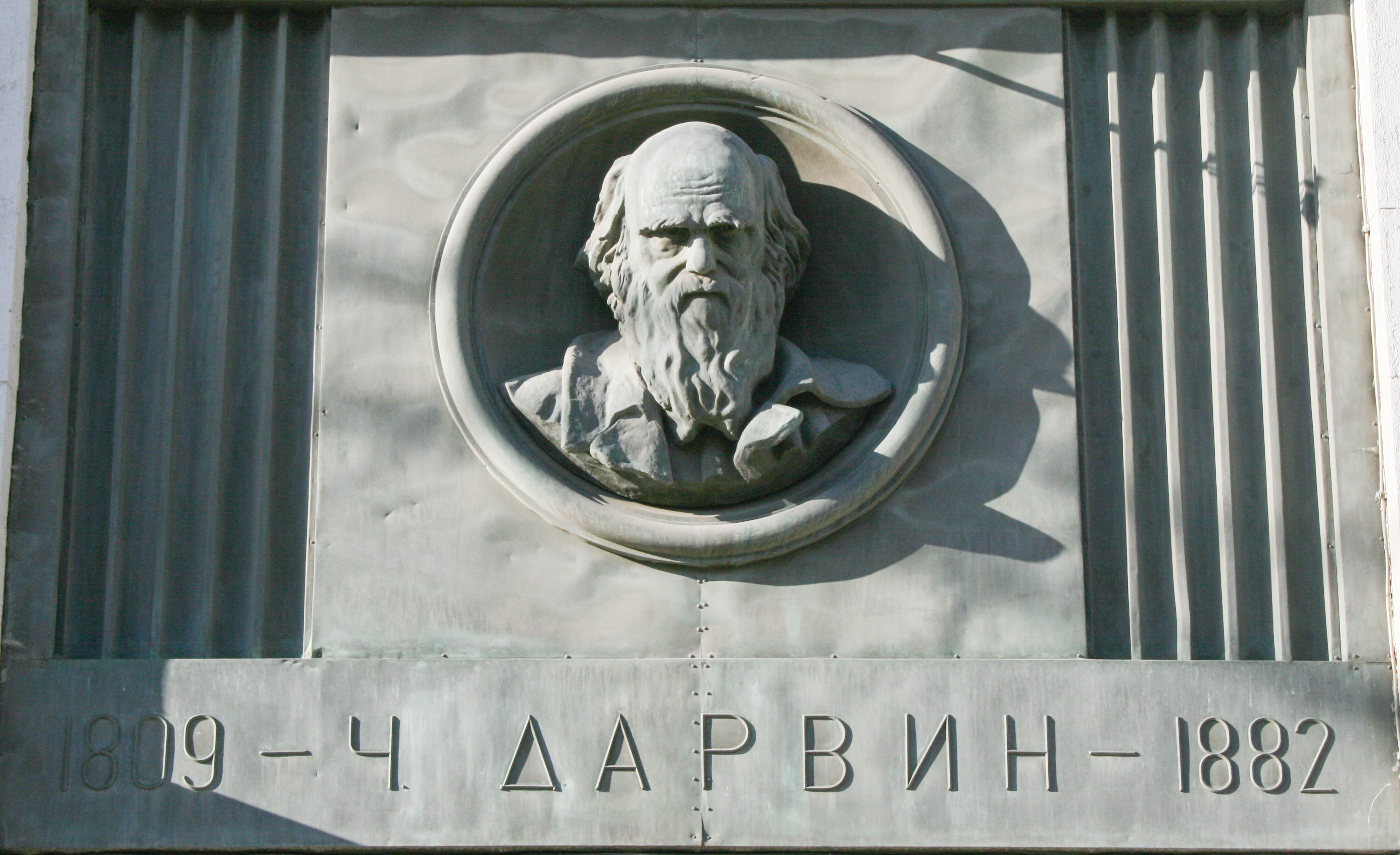
في مكتبة دولة روسيا.

طَوابع بريدية
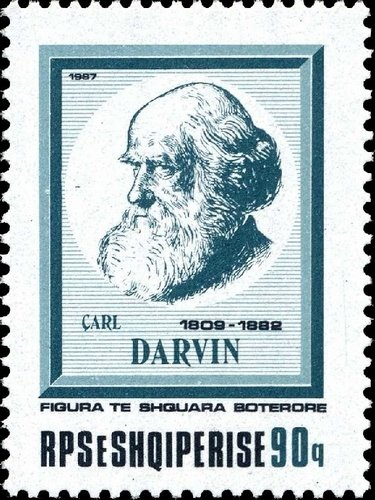
طابع بريدي ألباني 1987.
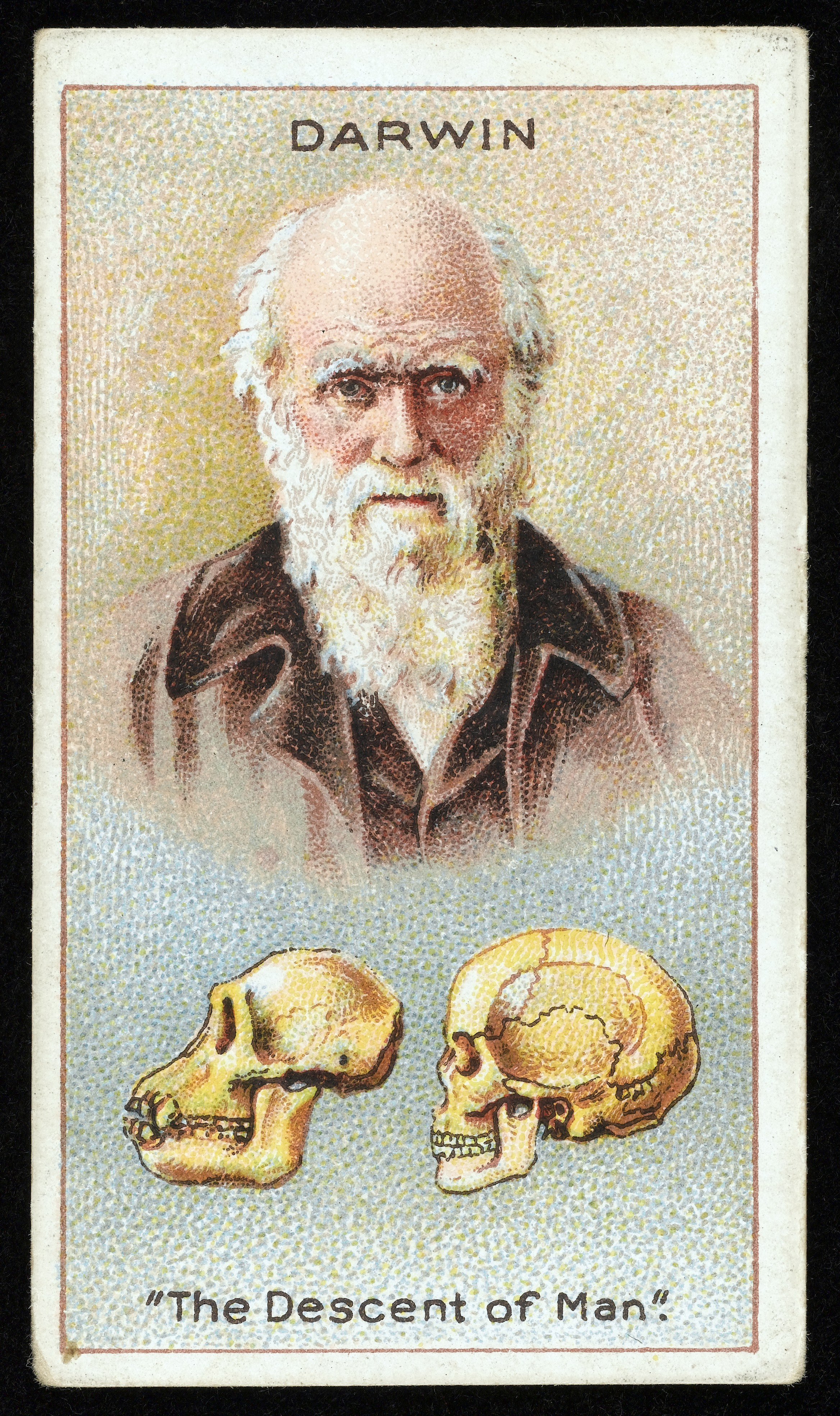
1924.
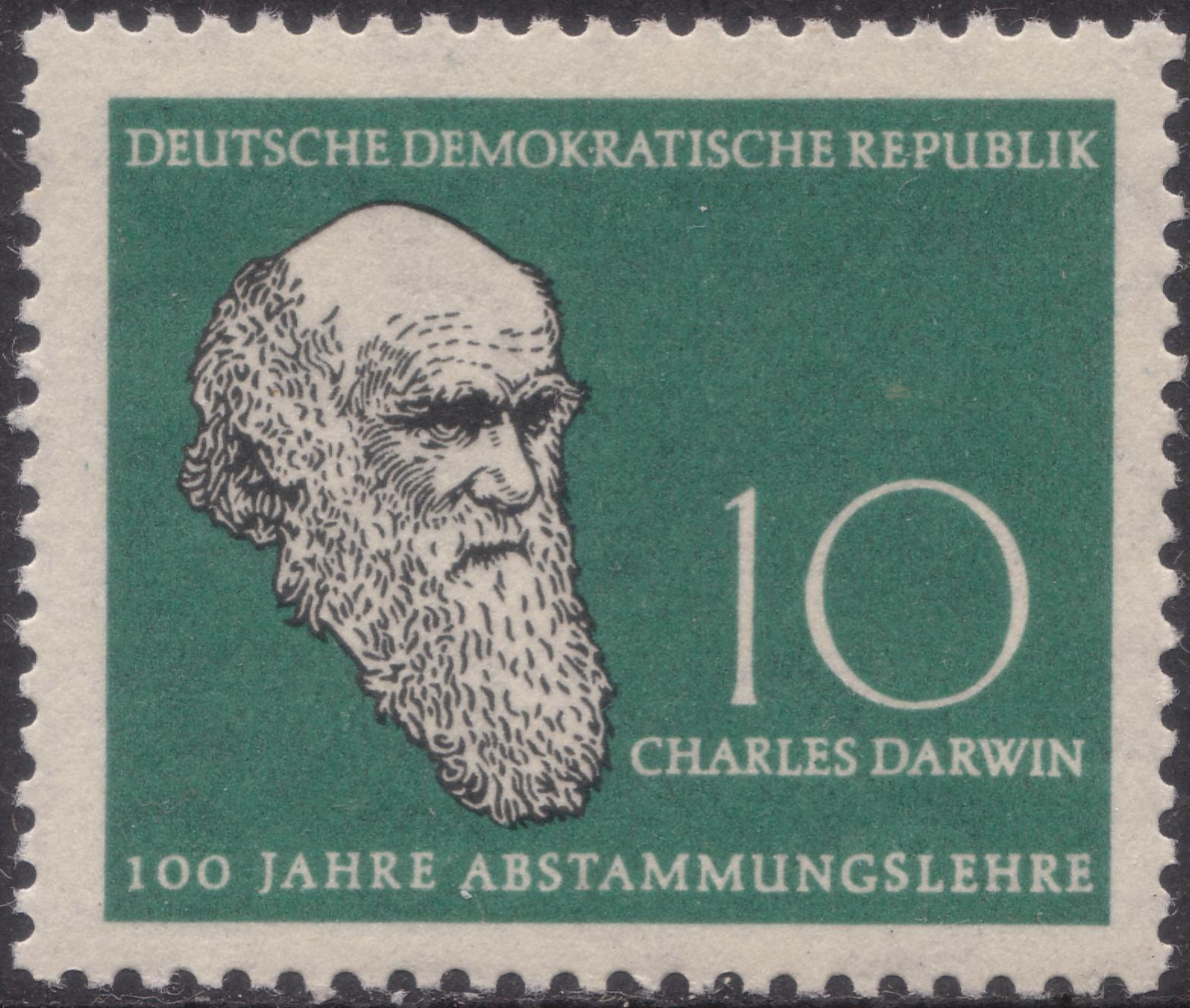
طابع بريدي الماني 1958.
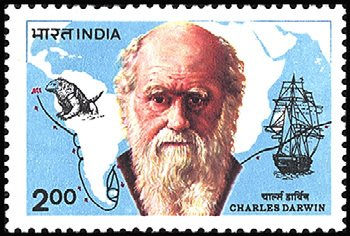
طابع بريدي هندي 1983.

## مواضيع متعلقة
- داروينية
- سفينة البيغل